# Mercedes-Benz Baureihe 205
| Sterne im Euro-NCAP-Crashtest |

Die Baureihe 205 ist eine Baureihe des Mittelklassemodells C-Klasse von der Mercedes-Benz Group unter der Marke Mercedes-Benz und wurde zwischen 2014 und 2023 gebaut. Produziert wurde in Bremen, USA (Tuscaloosa, Alabama) und in Südafrika (Werk East London).

## Modellgeschichte
Das Fahrzeug wurde im Januar 2014 auf der North American International Auto Show (NAIAS) erstmals öffentlich präsentiert und ersetzte ab dem 15. März 2014 die zwischen März 2007 und Mai 2014 gebaute C-Klasse der Baureihe 204. Die Serienproduktion der Limousine begann am 4. Februar 2014. Das Kombimodell (T-Modell) wurde erstmals am 23. Mai 2014 im Produktionswerk Bremen vorgestellt, die Markteinführung ist im September desselben Jahres erfolgt. Auf der Internationalen Automobil-Ausstellung (IAA) im September 2015 erfolgte die Premiere des Coupés, welches ab Dezember 2015 ausgeliefert wurde. Am 29. Februar 2016 wurde im Rahmen des Genfer Auto-Salons die Cabriolet-Version vorgestellt.
Im März 2018 wurde eine umfangreiche Modellpflege – mit 6500 Teilen wurden über 50 % aller Teile geändert oder ausgetauscht – und eine Diesel-Plug-in-Hybrid-Version auf dem Genfer Auto-Salon vorgestellt. Sie wurde am 7. Juli 2018 eingeführt.
Nach Angaben von Mercedes erfolgte das Produktionsende der Limousine dieser Serie im November 2020. Bis zur Präsentation des Nachfolgemodells der Baureihe 206 als Limousine und Kombi im Februar 2021 wurden 2,5 Millionen Fahrzeuge dieses Typs hergestellt. Das Nachfolgemodell der zweitürigen Varianten ist die Baureihe 236, die zudem auch Coupé und Cabriolet der E-Klasse ersetzt und deswegen als CLE vermarktet wird.

## Karosserievarianten

### Limousine (W 205, V 205) und T-Modell (S 205)
Die viertürige Stufenhecklimousine (W 205) und der Kombi (T-Modell, S 205) wuchsen in der Länge um rund 9,5 cm. Für einige asiatische Märkte ist auch eine um rund 10 cm verlängerte Stufenhecklimousine erhältlich (V 205) (Radstand 2900 mm).

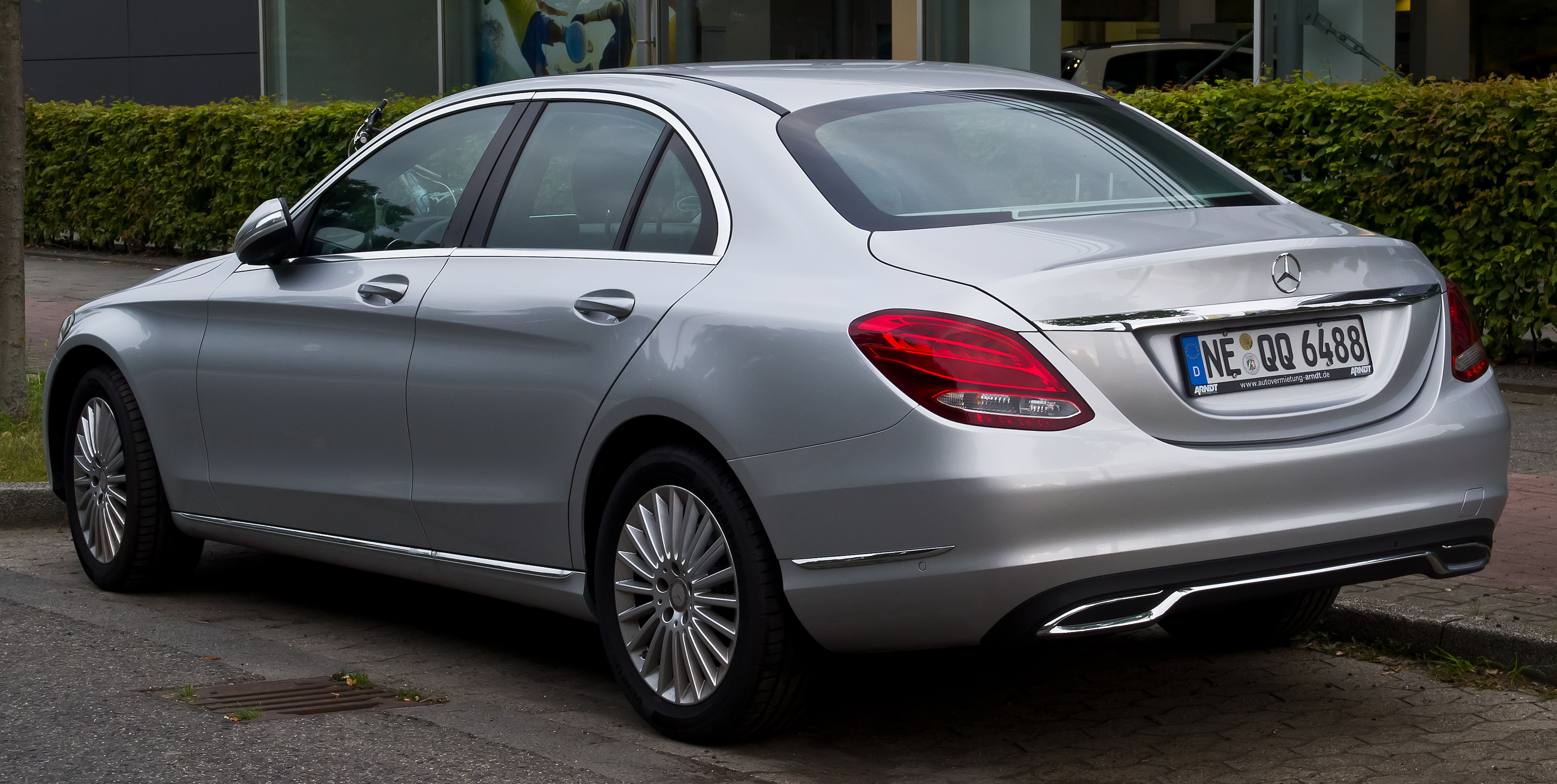
Heckansicht (W 205, 2014–2018)
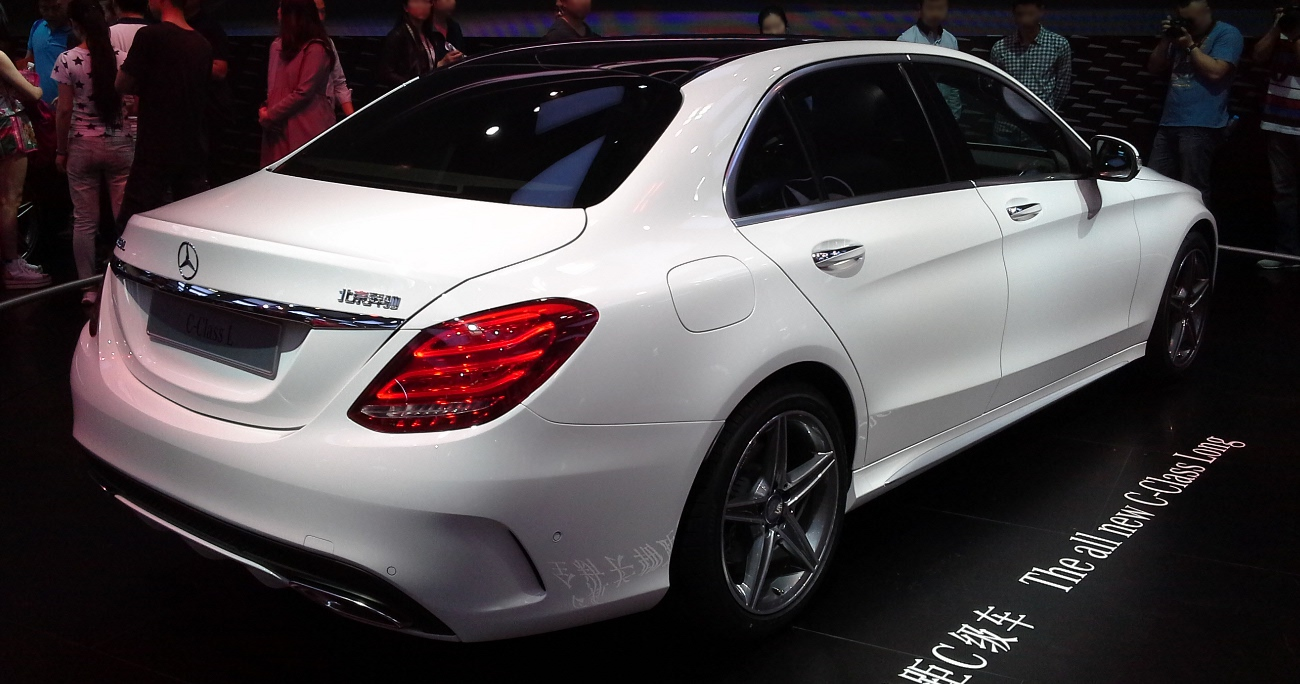
Heckansicht (V 205)
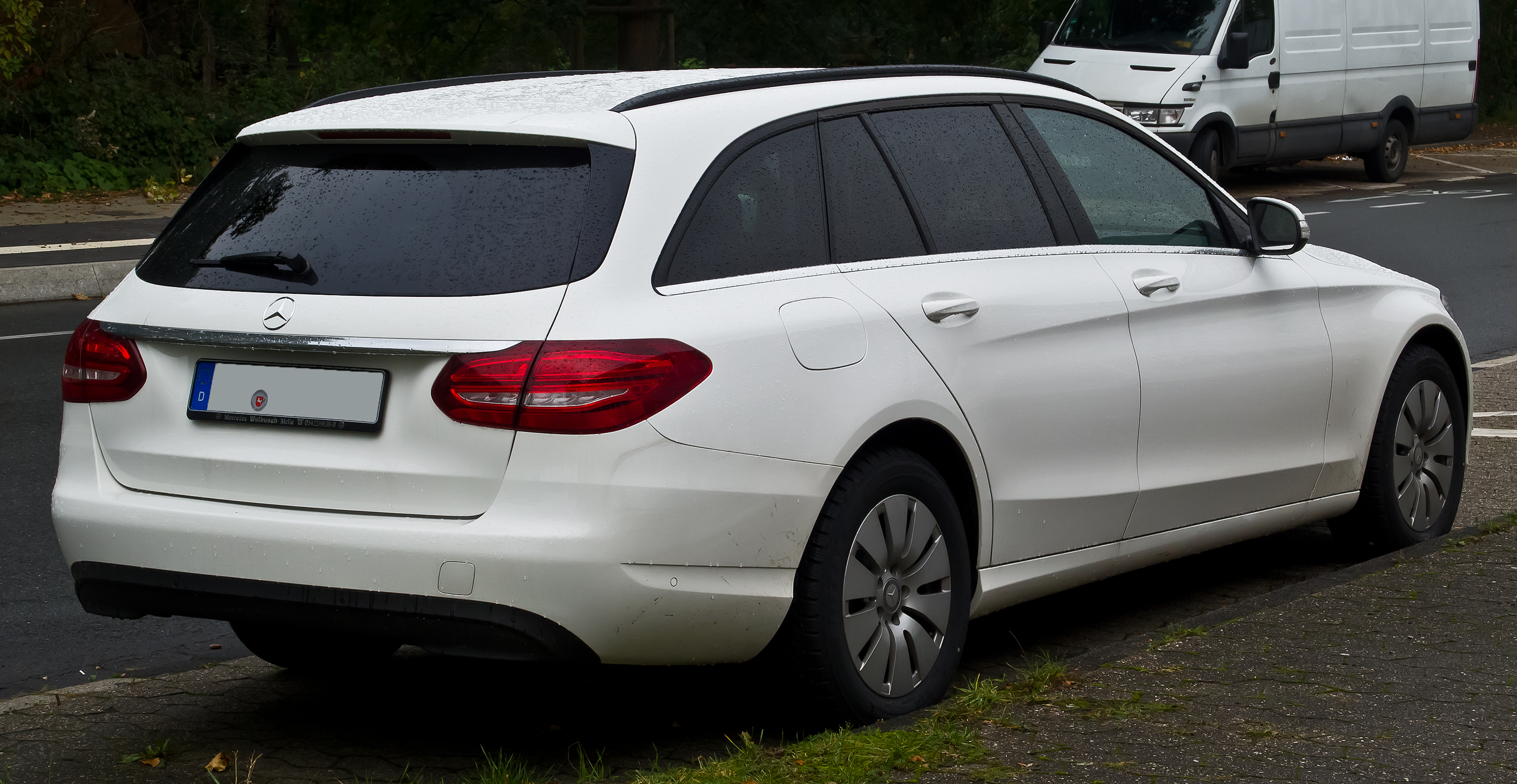
C 200 d T-Modell (S 205, 2014–2018)
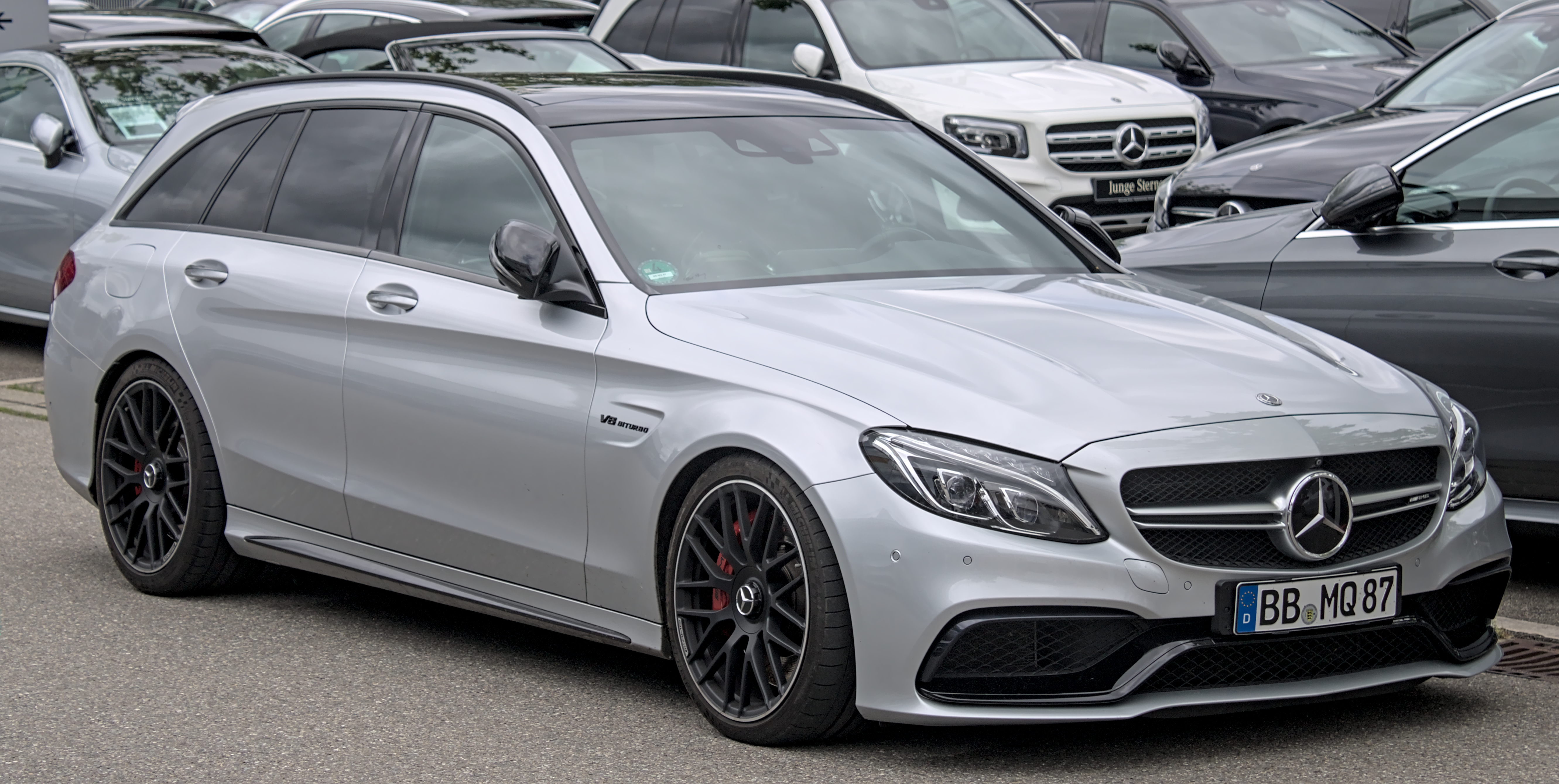
AMG C 63 S T-Modell (S 205, 2015–2018)
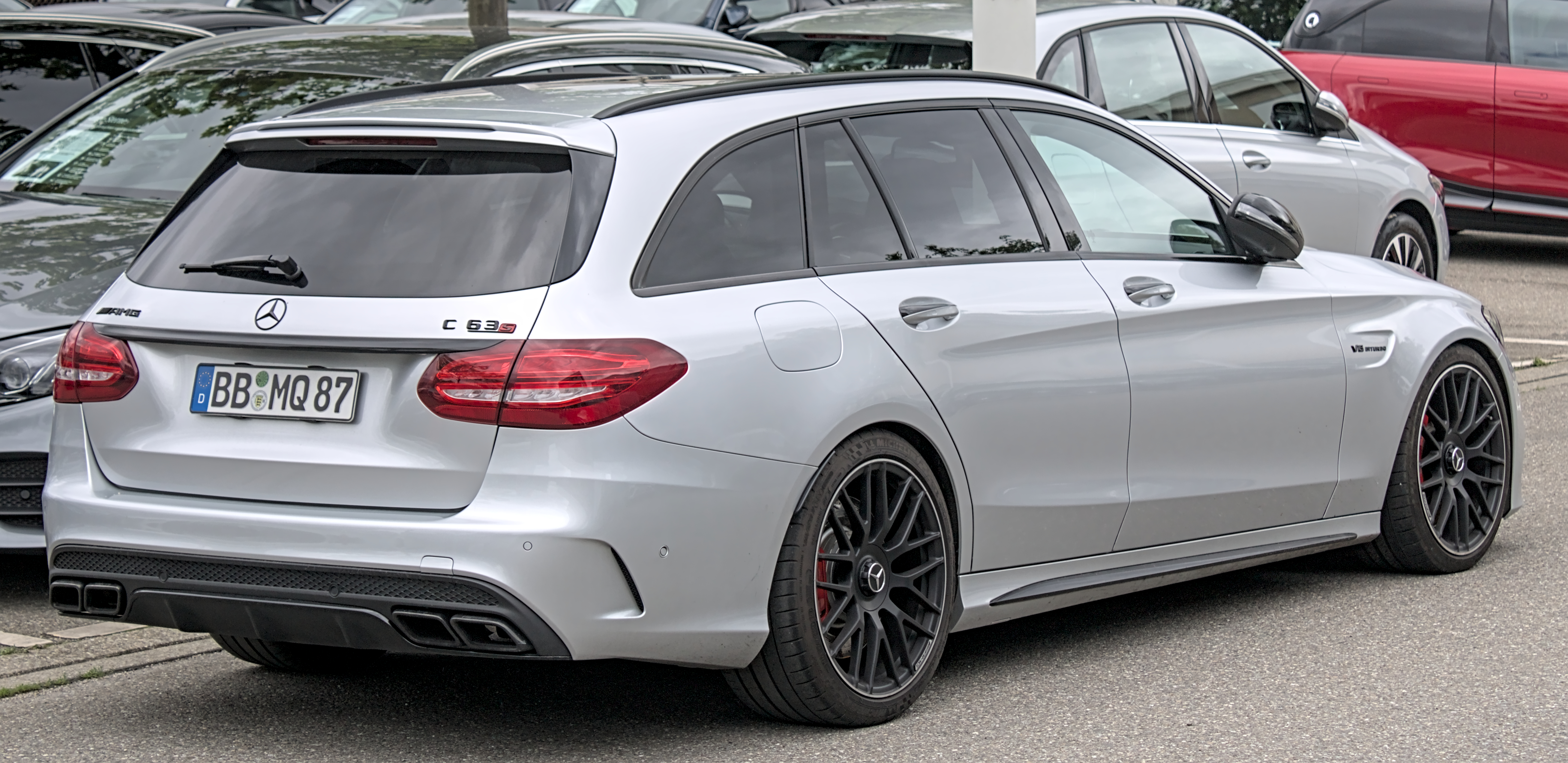
Heckansicht (S 205, 2015–2018)
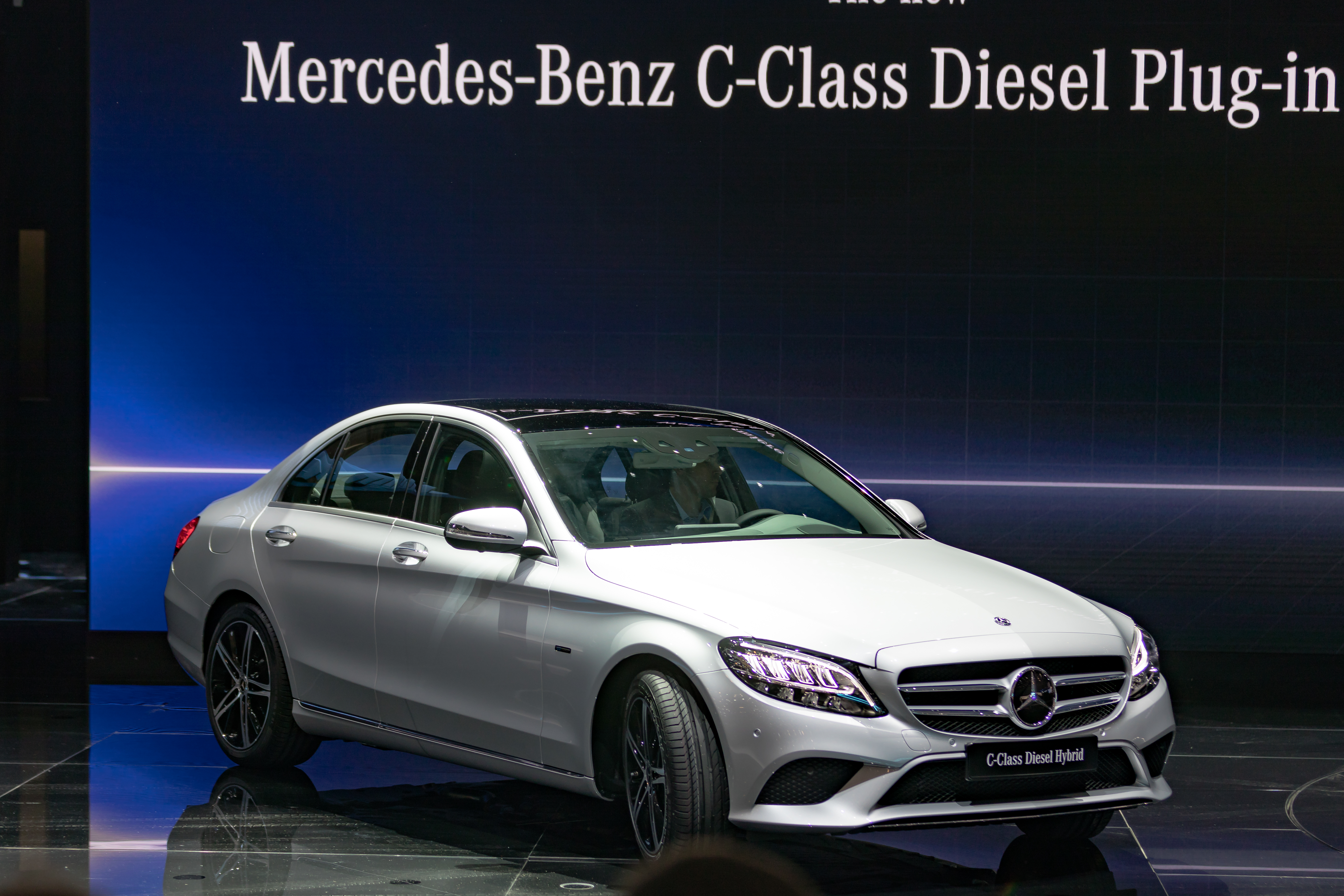
C 350 de (W 205, 2019–2021)
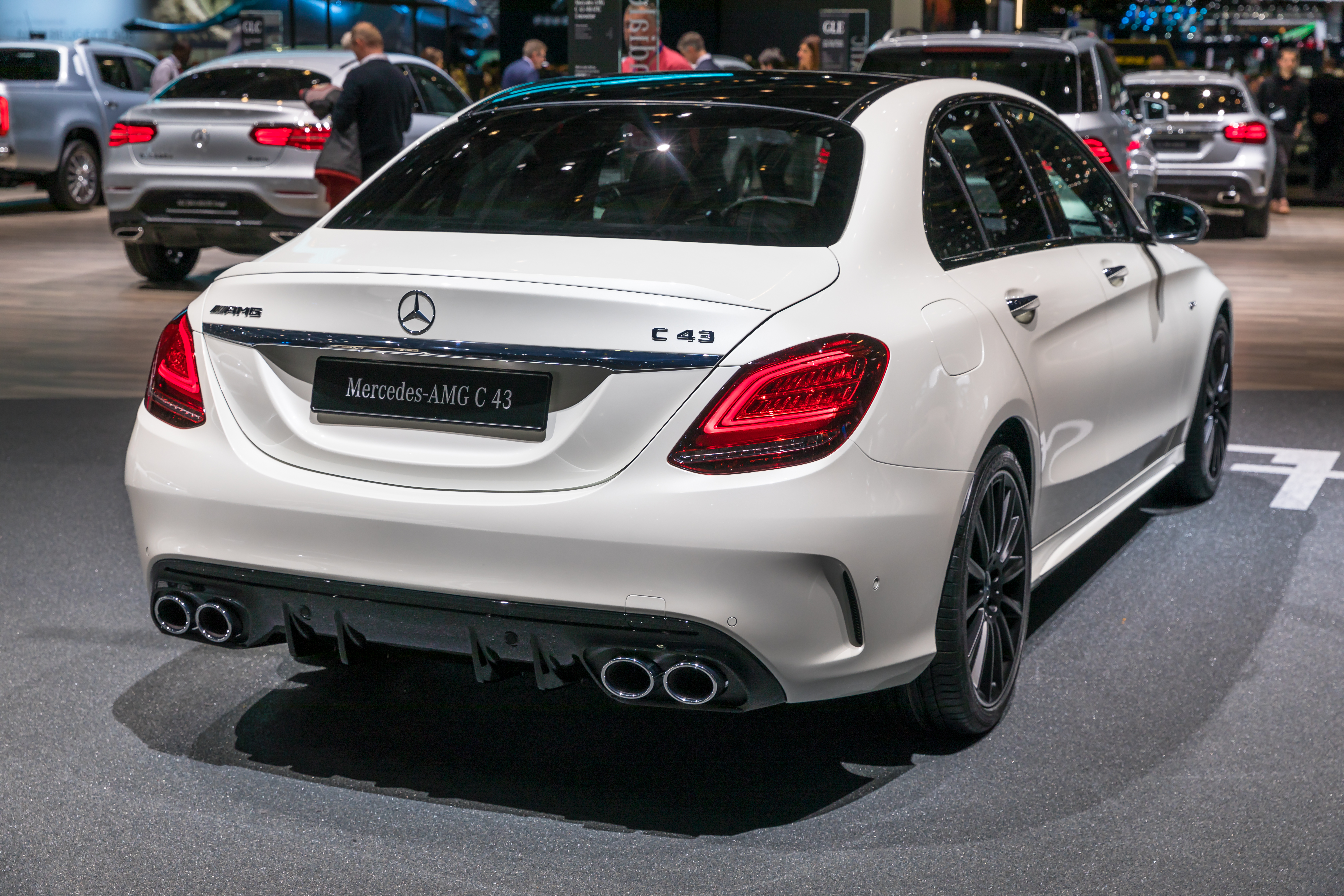
Heckansicht AMG C 43 (W 205, 2018–2021)
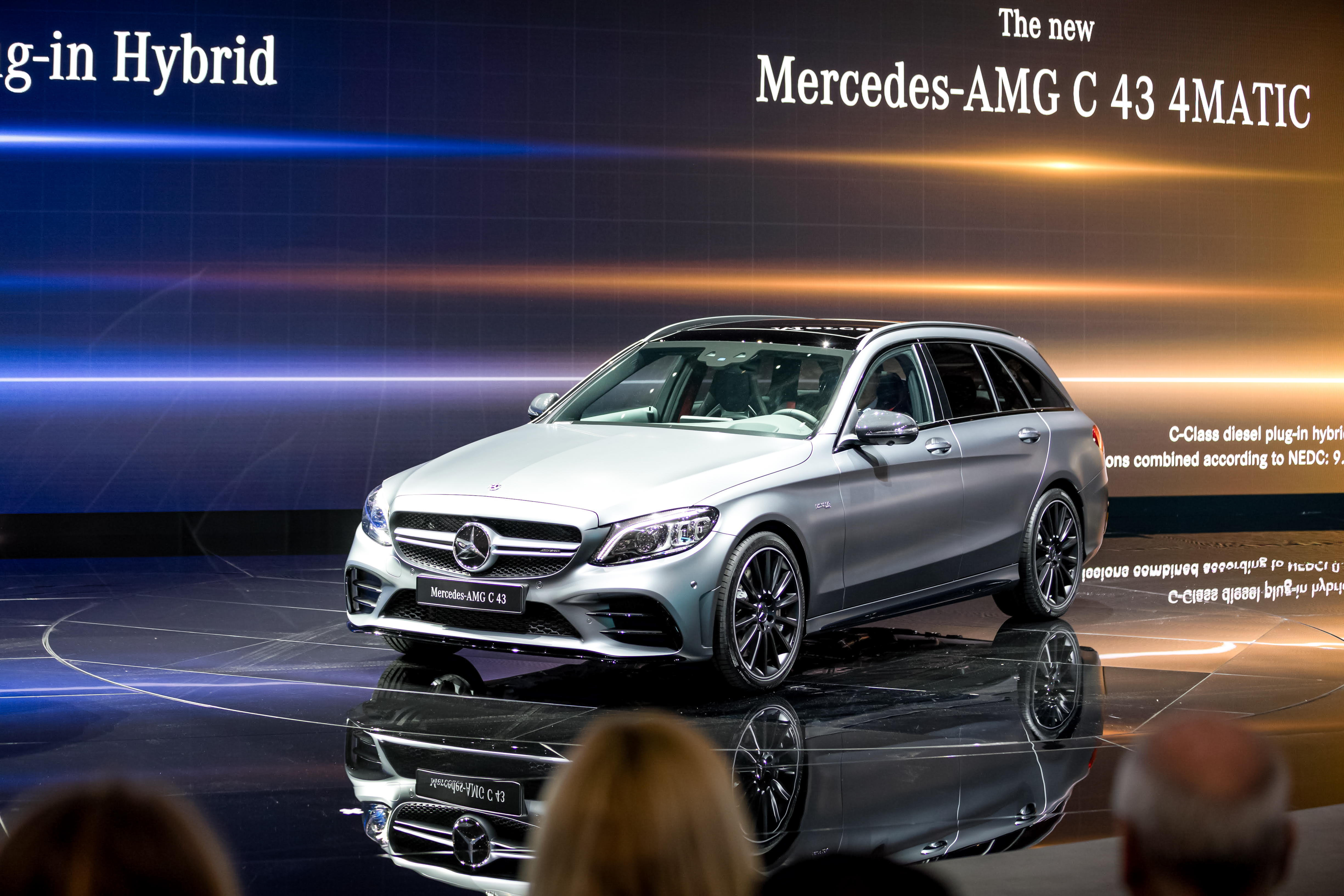
AMG C 43 4MATIC T (S 205, 2018–2021)

### Coupé (C 205) und Cabriolet (A 205)
Das Coupé (C 205) legt in der Länge im Vergleich zum Vorgänger um ca. 6 cm zu. Außerdem umfasst die Baureihe 205 ein Cabriolet (A 205).

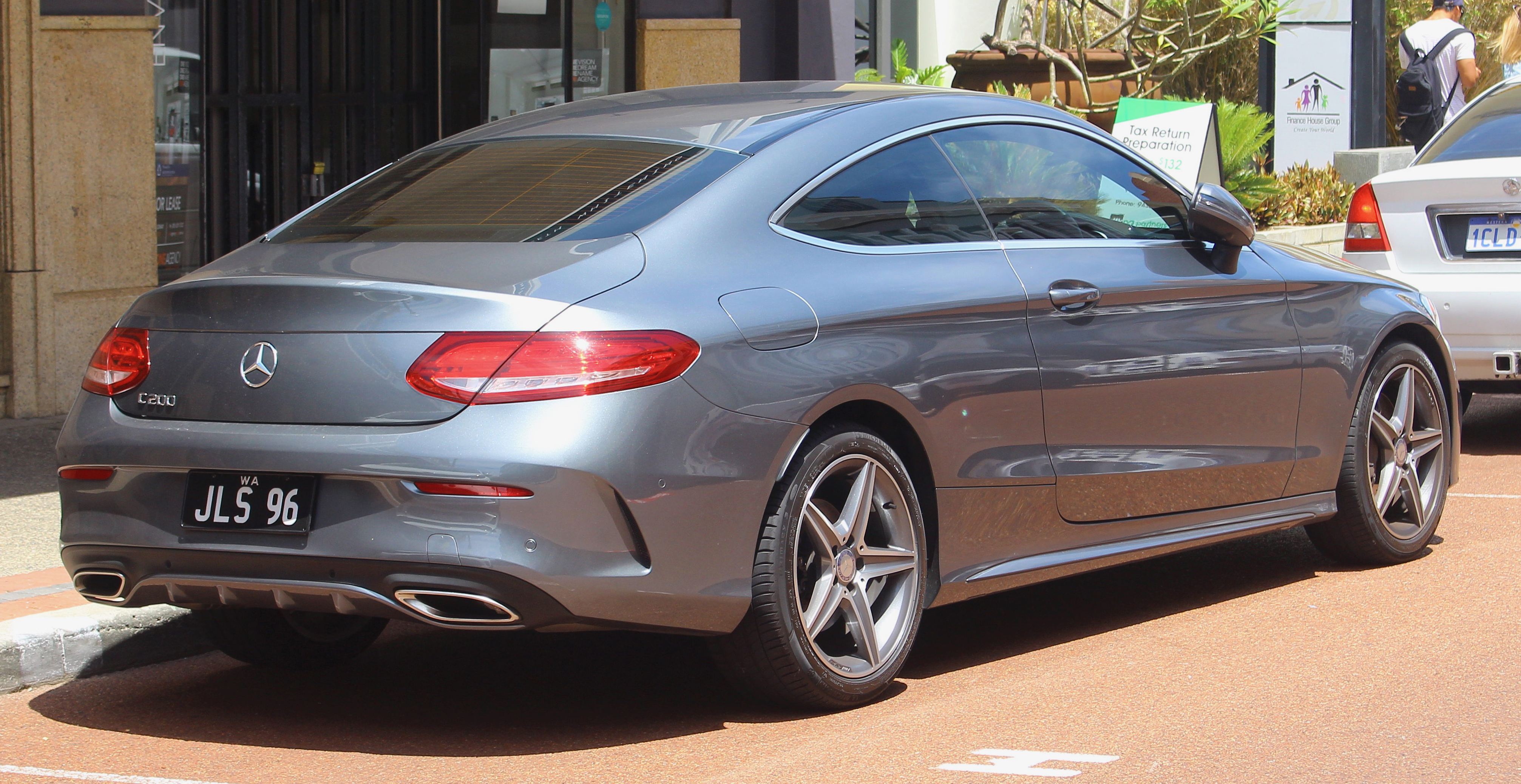
C 200 Coupé (2015–2018)
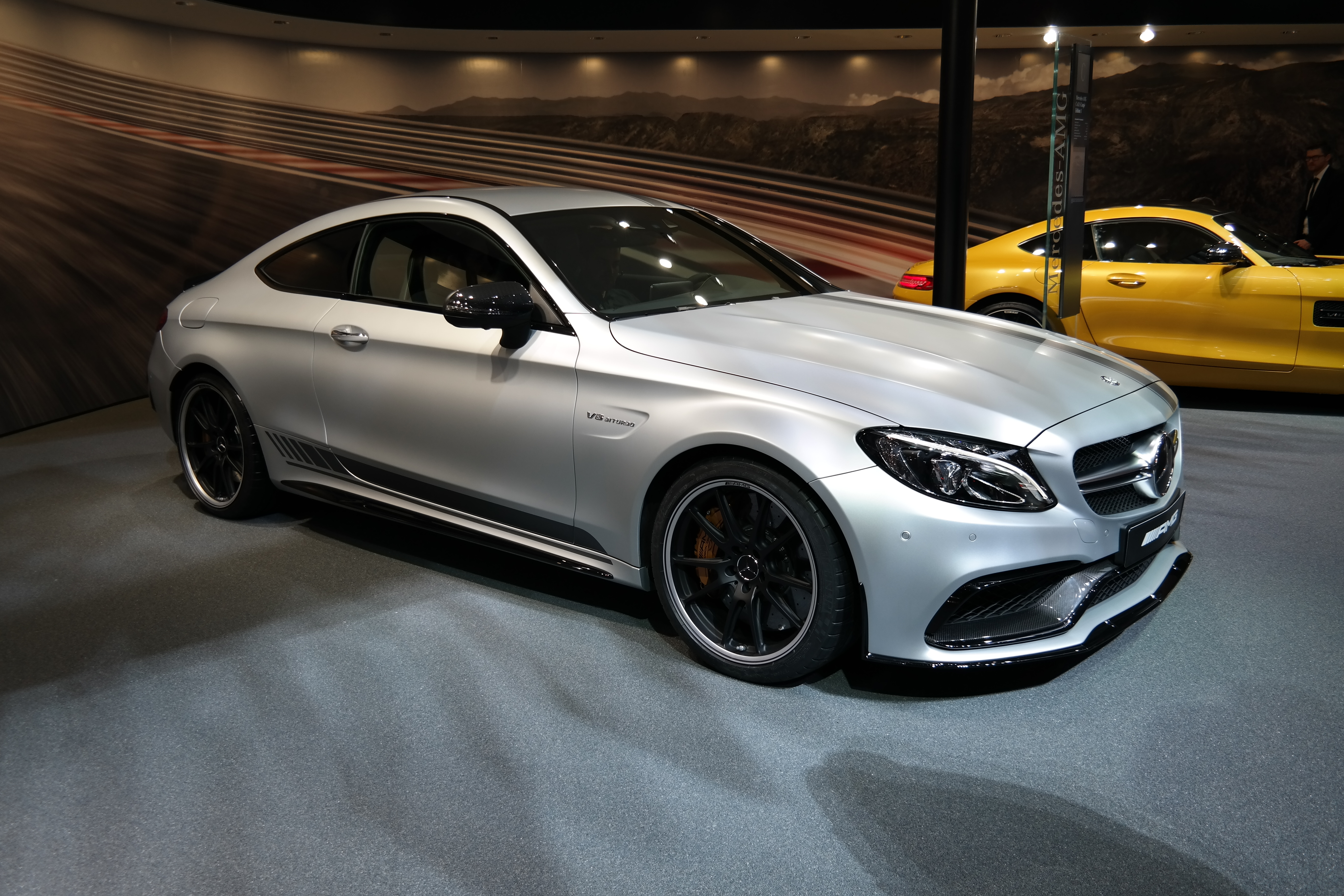
AMG C 63 Coupé (C 205)
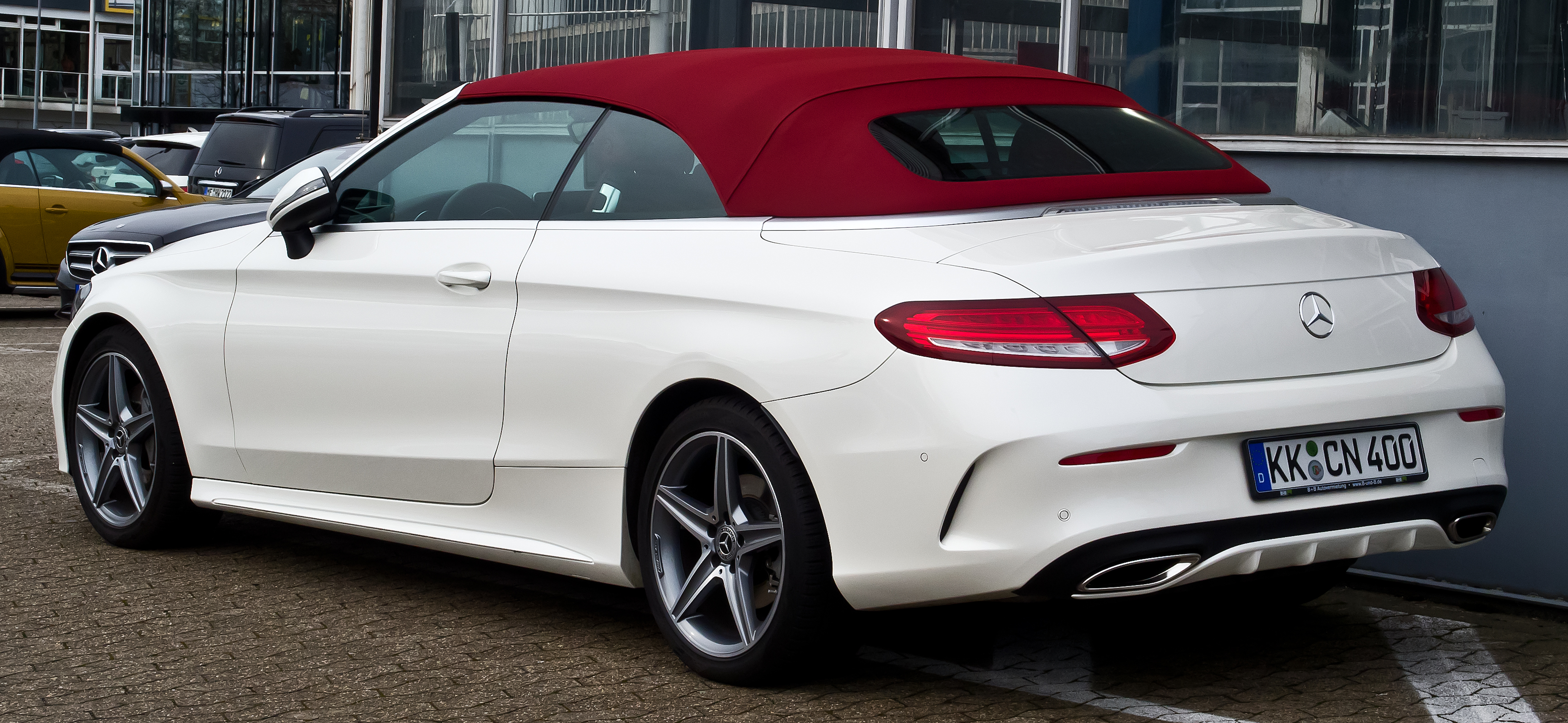
C-Klasse Cabriolet (2015–2018)
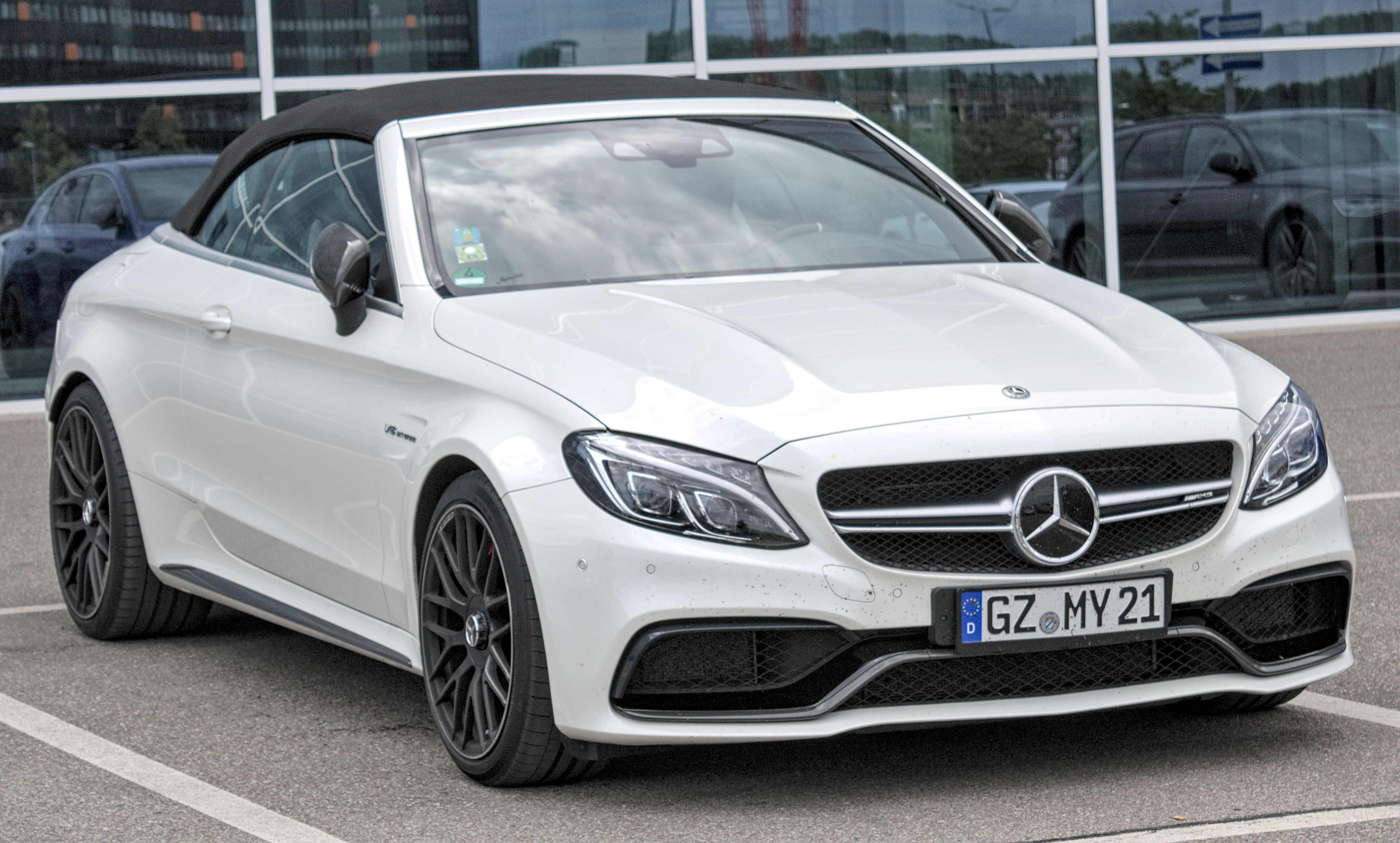
AMG C 63 S Cabriolet (A 205)
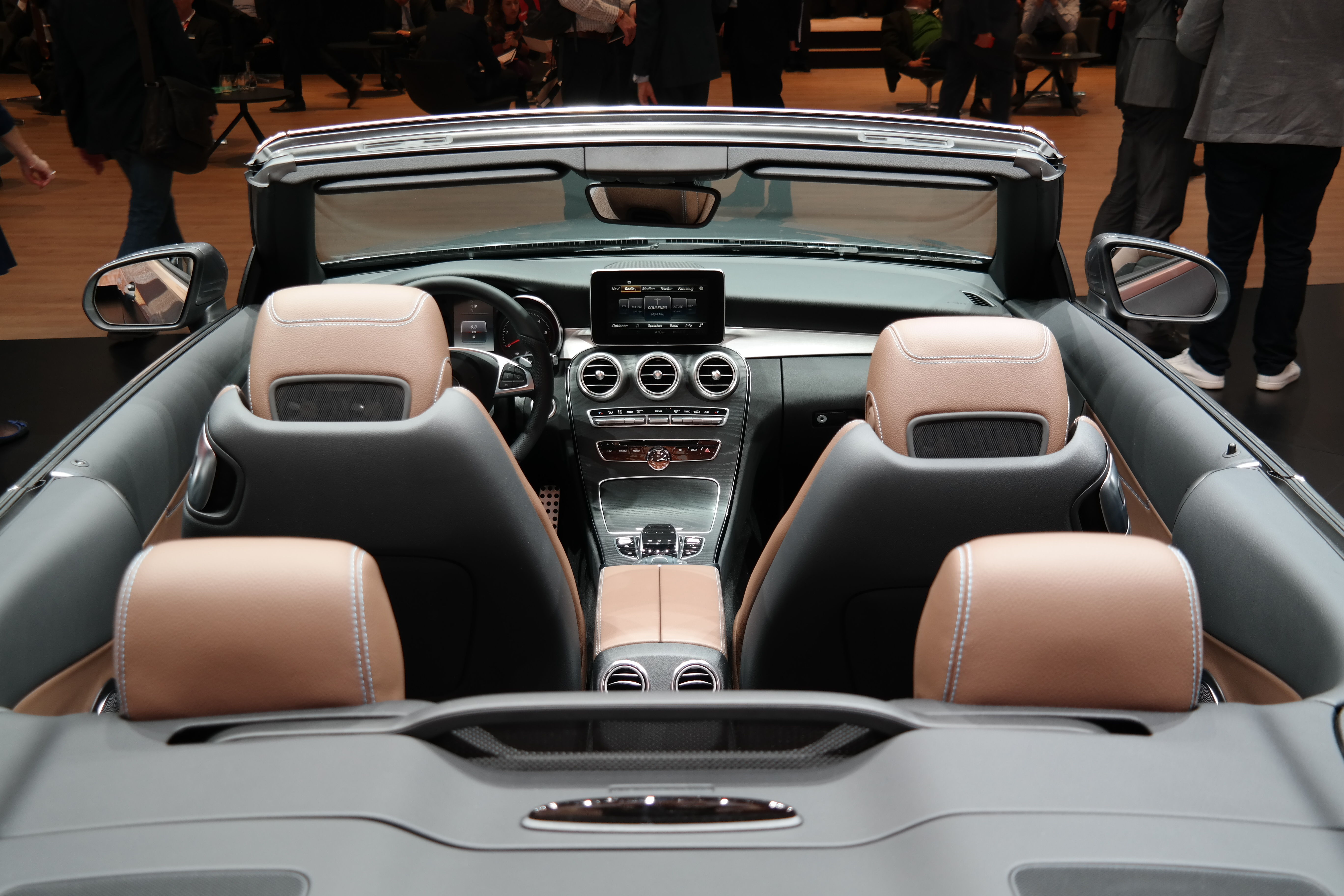
Innenansicht eines Cabriolets

### Abmessungen
|                             | Limousine W 205             | Limousine V 205             | T-Modell S 205              | Coupé C 205                 | Cabriolet A 205             |
| Bauzeitraum                 | 09/2014–11/2020             | 09/2014–11/2020             | 06/2014–02/2021             | 10/2015–03/2023             | 07/2016–03/2023             |
| Länge × Breite × Höhe       | 4686 mm × 1810 mm × 1442 mm | 4783 mm × 1810 mm × 1442 mm | 4702 mm × 1810 mm × 1457 mm | 4686 mm × 1810 mm × 1405 mm | 4686 mm × 1810 mm × 1409 mm |
| Länge × Breite × Höhe (AMG) | 4756 mm × 1839 mm × 1426 mm | —                           | 4771 mm × 1839 mm × 1441 mm | 4762 mm × 1877 mm × 1402 mm | 4750 mm × 1877 mm × 1405 mm |
| Radstand                    | 2840 mm                     | 2920 mm                     | 2840 mm                     | 2840 mm                     | 2840 mm                     |
| max. Laderaumvolumen        | 335–480 l                   | 480 l                       | 490–1510 l                  | 355–400 l                   | 285–360 l                   |

## Neuerungen

### Gewichtsreduzierung
Das Gewicht der Rohkarosserie der Baureihe 205 verringert sich um 70 kg durch erhöhten Anteil warmumgeformter Stahlteile, ultrahochfesten Stahls und Aluminiums. Die meisten von außen sichtbaren Karosserieteile sind aus Aluminium gefertigt. Insgesamt stieg der Aluminiumanteil an der Karosserie von neun Prozent beim Vorgängermodell auf 48 Prozent. Ein weiterer Teil der Gewichtsreduzierung von insgesamt 100 kg wird durch einen kleineren Tank erreicht. Dieser fasst serienmäßig 41 Liter inklusive Reserve und damit 18 Liter weniger als beim Vorgänger. Ein größerer Kraftstofftank mit 66 Litern inklusive Reserve ist auf Wunsch erhältlich.

### Fahrwerk
Bei der Fahrwerkstechnik wurde auf die größeren Baureihen zurückgegriffen. Der 205 ist das erste Fahrzeug auf der neuen modularen Hinterradantriebs-Architektur MRA. Das neue Fahrwerk hat nichts mit dem der Vorgängerbaureihe gemein. Die Vierlenker-Vorderachse ist aus Aluminium gefertigt, hinten gibt es eine Fünflenkerachse. Serienmäßig ist das Agility-Control-Fahrwerk mit Stahlfederung und selektivem Dämpfungssystem. Diese Fahrwerke wurden in drei Varianten angeboten: Das komfortbetonte Agility-Control-Fahrwerk (Serie bei Exclusive), ein Agility-Control-Fahrwerk mit 15 mm Tieferlegung (Serie bei Avantgarde) und ein Sportfahrwerk mit sportlicher Abstimmung von Lenkung, Dämpfung und Federung mit ebenfalls 15 mm Tieferlegung (Serie bei AMG-Line). Da es die MRA-Plattform mit der nächsten E-Klasse Mercedes-Benz Baureihe 213 (ab 2016) teilt, war erstmals in der C-Klasse auch die adaptive Luftfederung Airmatic mit fünf unterschiedlichen Fahrwerksmodi lieferbar (Serie bei C 350 e). Dies ist in der Mittelklasse ungewöhnlich, eine vergleichbare Federung (Hydropneumatik) hat sonst nur der Citroën C5. Des Weiteren bot Mercedes ein stufenloses adaptives High-End Stahlfahrwerk an. Das Dynamic Body Control Fahrwerk stammt aus der E-Klasse und wurde mit der W 205-Modellpflege nochmals verbessert. Es ist in drei Stufen über das Dynamic Select einstellbar: Comfort, Sport und Sport+.

### Automatikgetriebe
Die Baureihe 205 sollte von Beginn an auch mit einem 9-Gang-Automatikgetriebe verfügbar sein, das von Mercedes-Benz im September 2013 auf der IAA 2013 erstmals vorgestellt wurde. Stattdessen wurde im Dezember 2013 bekannt, dass als Option die 7-Gang-Automatik 7G-Tronic Plus verfügbar ist. Seit Oktober 2016 ist die 9-Gang-Automatik 9G-Tronic für die meisten Motorisierungen verfügbar, der C 180 d, C 300 h und C 350 e bleiben bei der alten 7-Gang-Automatik.

### Infotainment-System
Ferner erhielt das Modell als erstes von Mercedes-Benz ein Touchpad für die Infotainment-Bedienung sowie ein Head-up-Display. Über das Touchpad können, wie bei den Pads der Konkurrenten, Buchstaben und Zahlen eingegeben werden. Auch das Multimediasystem kann mit dem Touchpad bedient werden, weiterhin steht aber noch ein Dreh-Drücker-Steller zur Verfügung.
Ab der Modellpflege 2018 wurde ein digitales Kombiinstrument verbaut.

### Hybrid und Plug-in-Hybrid

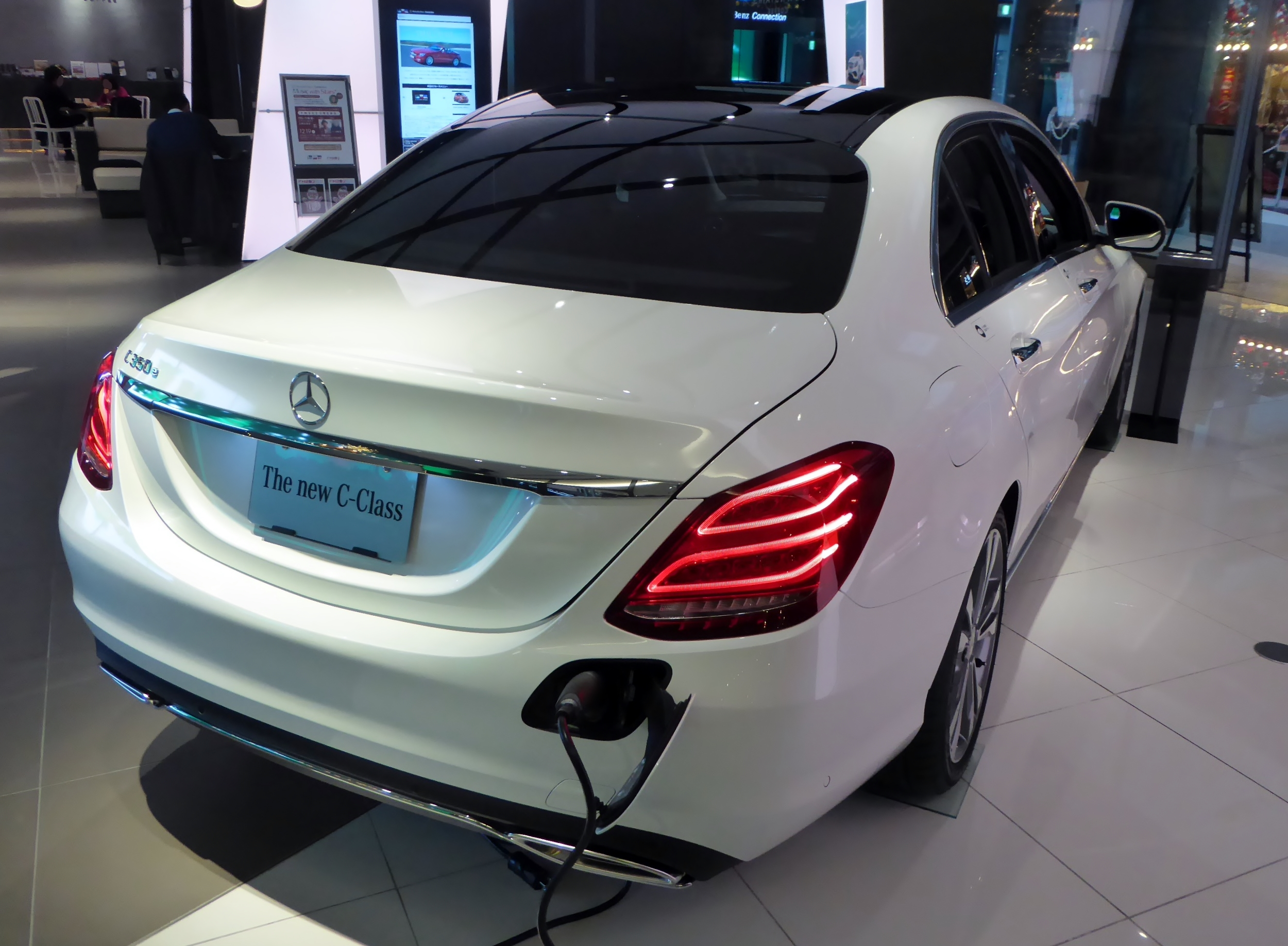
C 350 e Plug-in-Hybrid

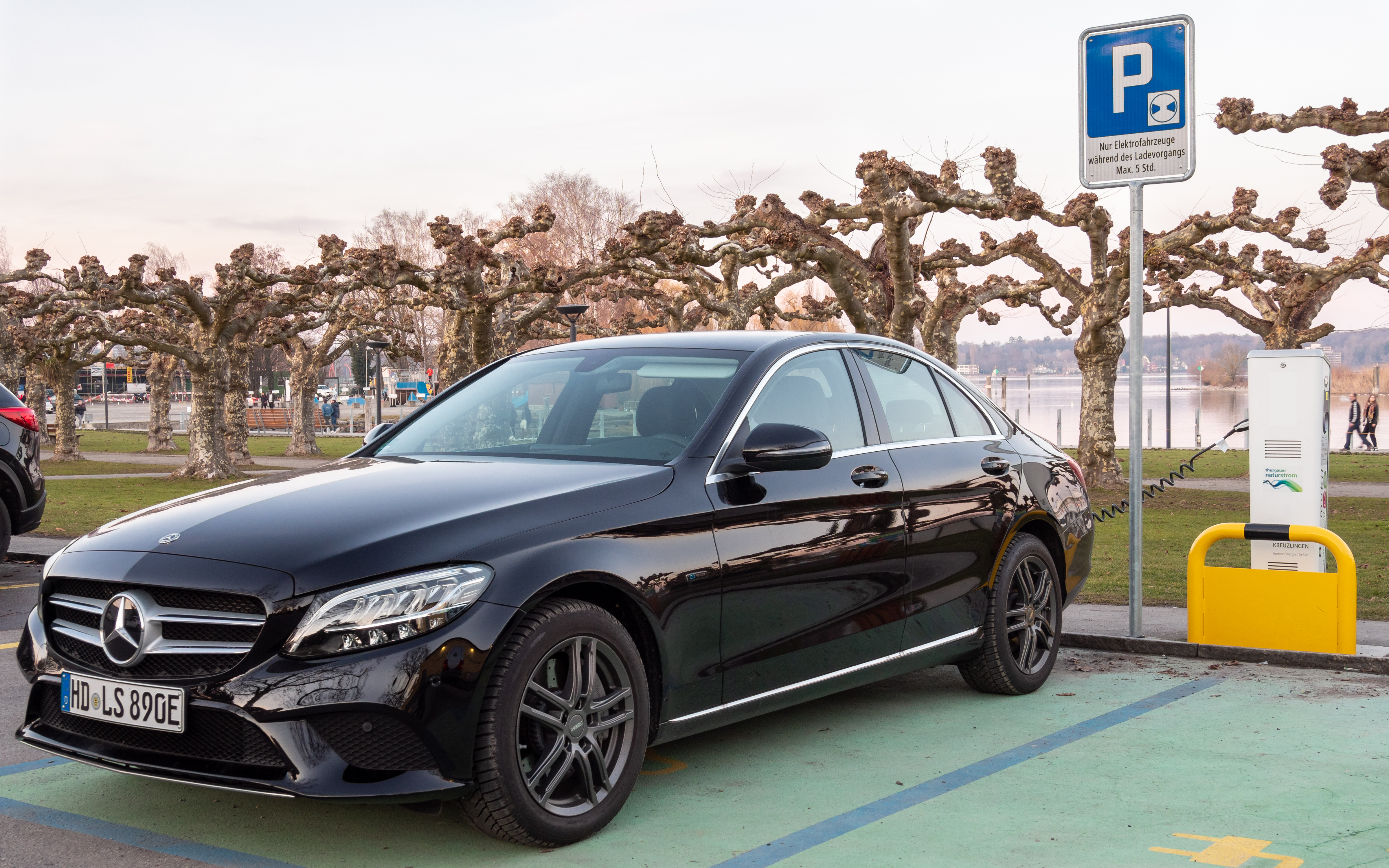
C 300 e Plug-In-Hybrid

Die C-Klasse der Baureihe 205 ist in mehreren Voll-Hybrid- und Plug-In-Hybrid-Varianten erhältlich:
Der Dieselmotor-Vollhybrid C 300 h (bis April 2015: C 300 BlueTEC HYBRID) verfügt über eine in das Getriebegehäuse integrierte E-Maschine mit einer Maximalleistung von 20 kW und eine Lithium-Ionen-Batterie mit 0,8 kWh Energieinhalt, wodurch bei niedrigen Geschwindigkeiten und sehr geringer Lastanforderung rein elektrisches Fahren ermöglicht wird.
Der Ottomotor-Plug-in-Hybrid C 350 e verfügt über eine in das Getriebegehäuse integrierte E-Maschine mit einer Maximalleistung von 60 kW und einem Drehmoment von 340 Nm. Im Zusammenspiel mit dem Vierzylinder-Benzinmotor M 274 DEH 20 LA ergibt sich eine Systemleistung von 205 kW (279 PS) und ein Systemdrehmoment von 600 Nm. Nach NEFZ kann eine rein elektrische Reichweite von 31 km erreicht werden. Da Nebenaggregate wie die Wasserpumpe, die Vakuumpumpe, die Lenkhilfepumpe und der Klimakompressor elektrifiziert wurden, entfiel der konventionelle Riementrieb. Der Generator entfiel ebenfalls, das 12-V-Bordnetz wird über einen DC/DC-Wandler aus dem Hochspannungsbordnetz gespeist. Hinter der Hinterachse ist die ca. 100 kg schwere, kühlmittelgekühlte Lithium-Ionen-Batterie mit 6,38 kWh Energieinhalt untergebracht, wodurch sich das Gepäckraumvolumen von 480 auf 335 Liter (Limousine) bzw. von 490–1510 auf 450–1470 Liter (T-Modell) verringert. Es handelt sich um einen aus 88 in Serie verschalteten Zellen (22 Ah, 3,3 V) bestehenden Lithium-Eisenphosphat-Akkumulator mit einer Nennspannung von 290 V. Insgesamt ist der C 350 e 230 kg schwerer als der vergleichbare C 250.
2019 kamen zwei weitere Plug-In-Hybrid-Varianten dazu: der C 300 e (2,0-R4-Ottomotor plus Elektromotor) mit einer Systemleistung von 235 kW (320 PS) und der C 300 de (2,0-R4-Dieselmotor plus Elektromotor) mit einer Systemleistung von 225 kW (306 PS). Beide Antriebsvarianten waren in den Karosserievarianten mit Stufenheck (Otto-PHEV auch optional mit 4MATIC Allrad) und als T-Modell (Kombi) verfügbar. Das Getriebe wechselte auf eine 9G-Tronic (statt 7G-Tronic im C 350 e), die Leistung des Elektromotors wuchs auf 90 kW, das Drehmoment auf 440 Nm. Die Li-Ion-Batterie wechselte auf Zellen mit einer NMC-Zellchemie mit einer Kapazität von 13,5 kWh, woraus etwa 50 km elektrische Reichweite möglich sind. Der Ladeanschluss blieb bei Typ 2 am hinteren Stoßfänger, kann nun aber auf zwei Phasen mit insgesamt 7,4 kW die Batterie in etwa zwei Stunden laden. Durch die Förderung mit dem Umweltbonus und die Änderung der Besteuerung des geldwerten Vorteils privat genutzter Dienstwagen wurde erwartet, dass diese PHEV-Varianten deutlich an Nachfrage und Absatz zunehmen.

## Ausstattungslinien

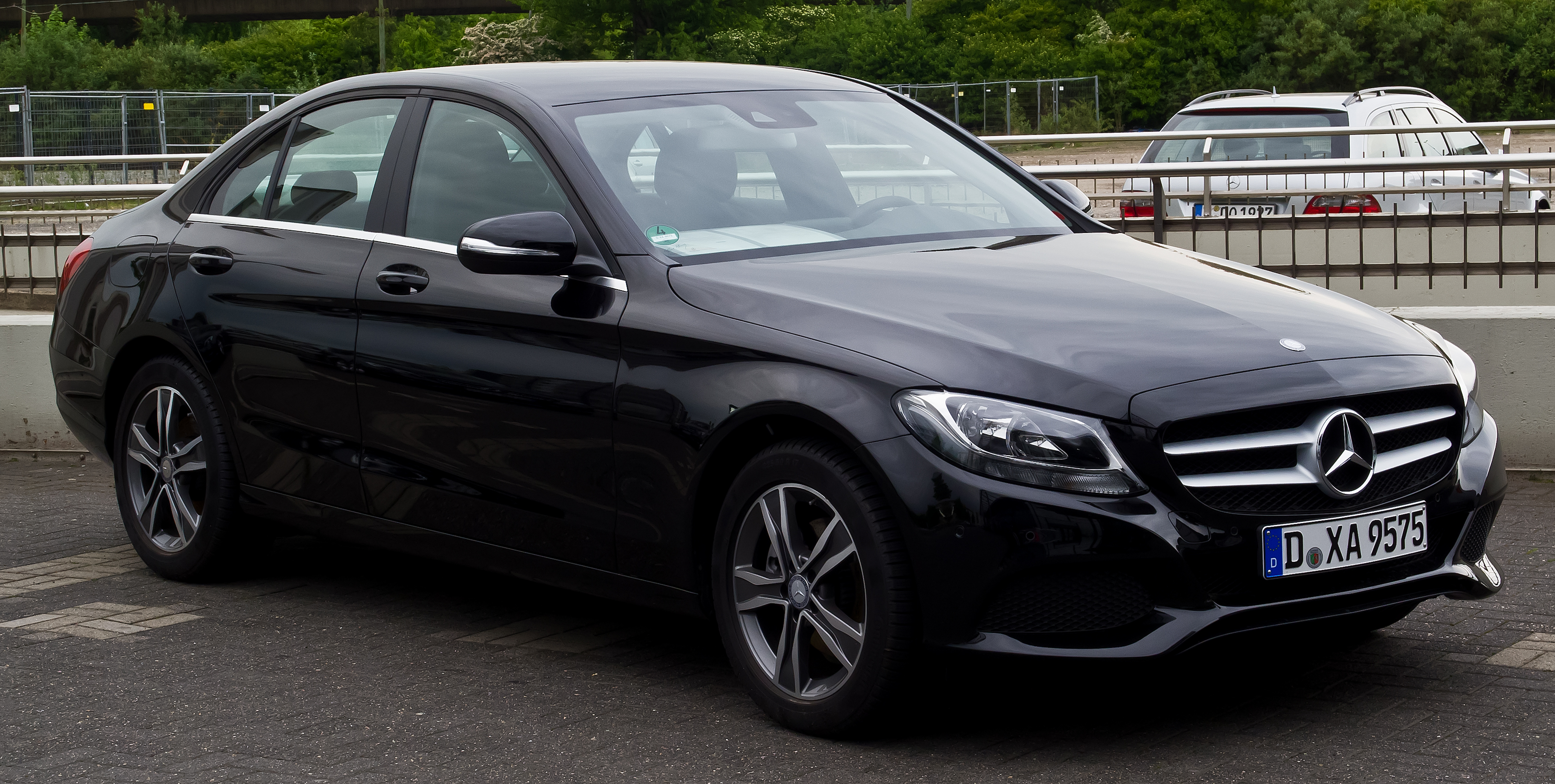
Mercedes-Benz C 200 in Serienausstattung

Die Bezeichnung für die Ausstattungslinien wurde nach über zwei Jahrzehnten komplett geändert, sodass neben der Basisausstattung nun die Linien Avantgarde, Exclusive und AMG Line erhältlich sind, die jeweils für das Exterieur sowie für das Interieur unabhängig voneinander gewählt werden können.
In der Serienausstattung ist der Mercedes-Benz-Stern nicht mehr auf der Motorhaube montiert, sondern in den Kühlergrill eingelassen. Schwarz und Weiß gibt es als serienmäßige Uni-Lackierung. Der Bordkantenzierstab ist in poliertem Aluminium gehalten, die Fenstereinfassung dagegen in schwarz. Der C 180 d, C 160 und C 180 verfügen serienmäßig über 16 Zoll große Stahlräder mit Radzierblenden, alle anderen Modelle haben in der Grundausstattung bereits Leichtmetallräder. Rundum verfügen alle Modelle über wärmedämmendes Grünglas. Die Scheinwerfer sind in Halogentechnik ausgeführt, verfügen jedoch über Tagfahrleuchten in LED-Technik. Die Heckleuchten nutzen (vgl. Bild der Limousine bis 2018) auch LED-Technik.
Das Fahrwerk ist, wie auch schon der Vorgänger mit dem selektiven Dämpfungssystem ausgestattet. Die kleineren Motorisierungen sind an ein 6-Gang-Schaltgetriebe mit einer Start-Stopp-Automatik gekoppelt und verfügen über eine geschwindigkeitsabhängige Direktlenkung. Die Sicherheitsausstattung umfasst neben ABS, ESP, diversen Airbags – darunter auch ein Knieairbag für den Fahrer – auch das Kollisionswarnsystem Collision Prevention Assist Plus.
Zur weiteren Serienausstattung bei allen Modellen zählen eine Klimatisierungsautomatik, ein Leder-Multifunktionslenkrad im Dreispeichen-Design sowie das Audiosystem Audio 20 USB mit einem sieben Zoll großen Farb-Display und einer Auflösung von 800 × 480 Pixeln.

### Avantgarde
Die Ausstattungslinie Avantgarde enthält eine größere Anzahl an Chrom-Elementen. Am Frontstoßfänger ist eine Chromspange, in den äußeren Lufteinlässen eine Doppelchromleiste (bis 2015) angebracht. Der Kühlergrill, in dem das Markenlogo eingelassen ist, besteht aus zwei Lamellen in Silber matt mit Chromeinlegern. Diese Chromeinleger ziehen sich optisch über die Seitenschweller bis in die Heckstoßstange. Im Vergleich zum Basismodell sind auch die Fenstereinfassungen aus poliertem Aluminium und die B-Säule ist schwarz glänzend. Der Heckstoßfänger ist in Diffusor-Optik ausgeführt. Die Linie Avantgarde verfügt außerdem über ein Fahrwerk mit Tieferlegung (auf Wunsch abwählbar). Serienmäßig sind grau lackierte 17-Zoll-Leichtmetallräder im Fünfspeichen-Design enthalten.

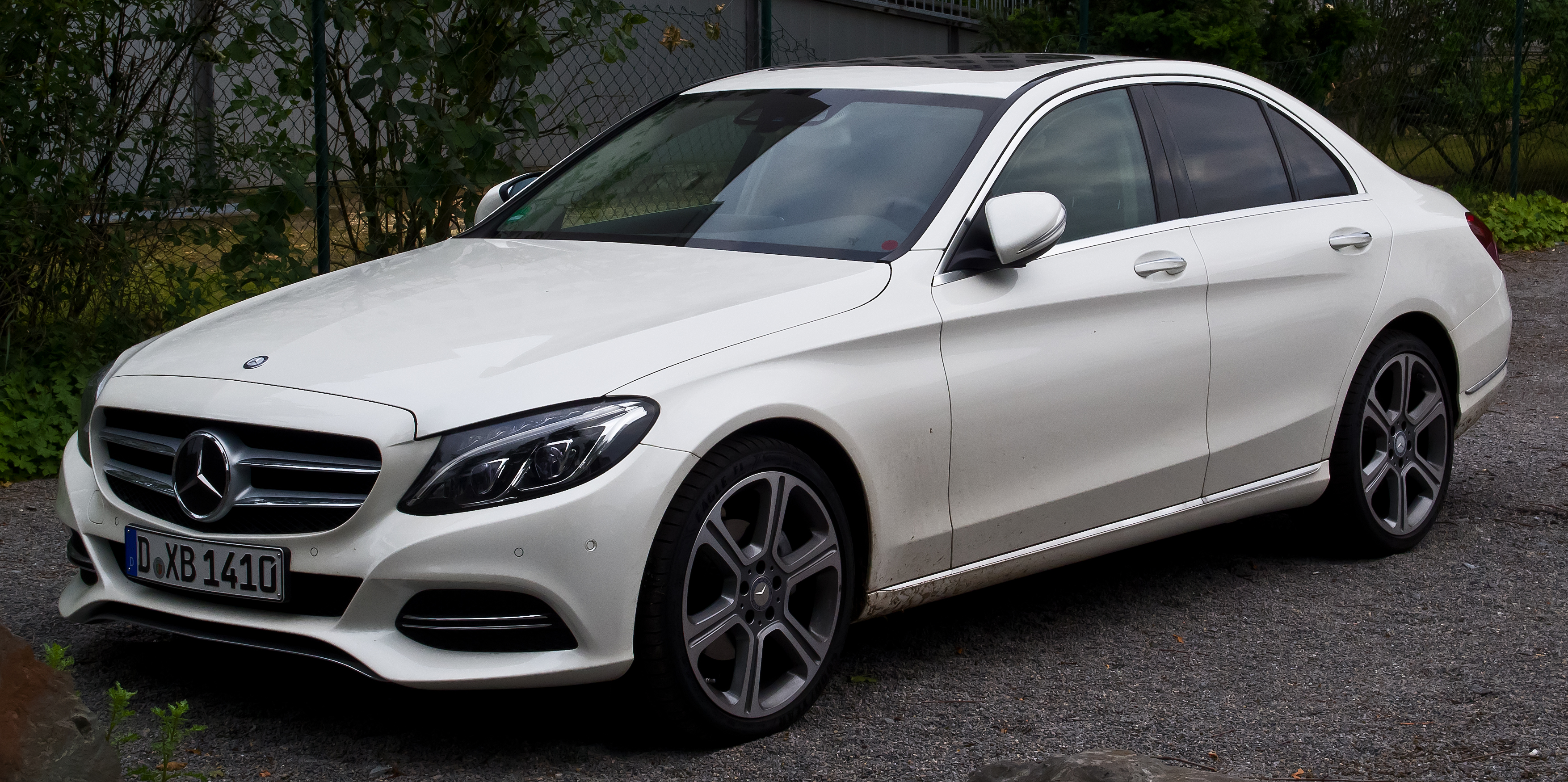
C 220 BlueTEC Avantgarde
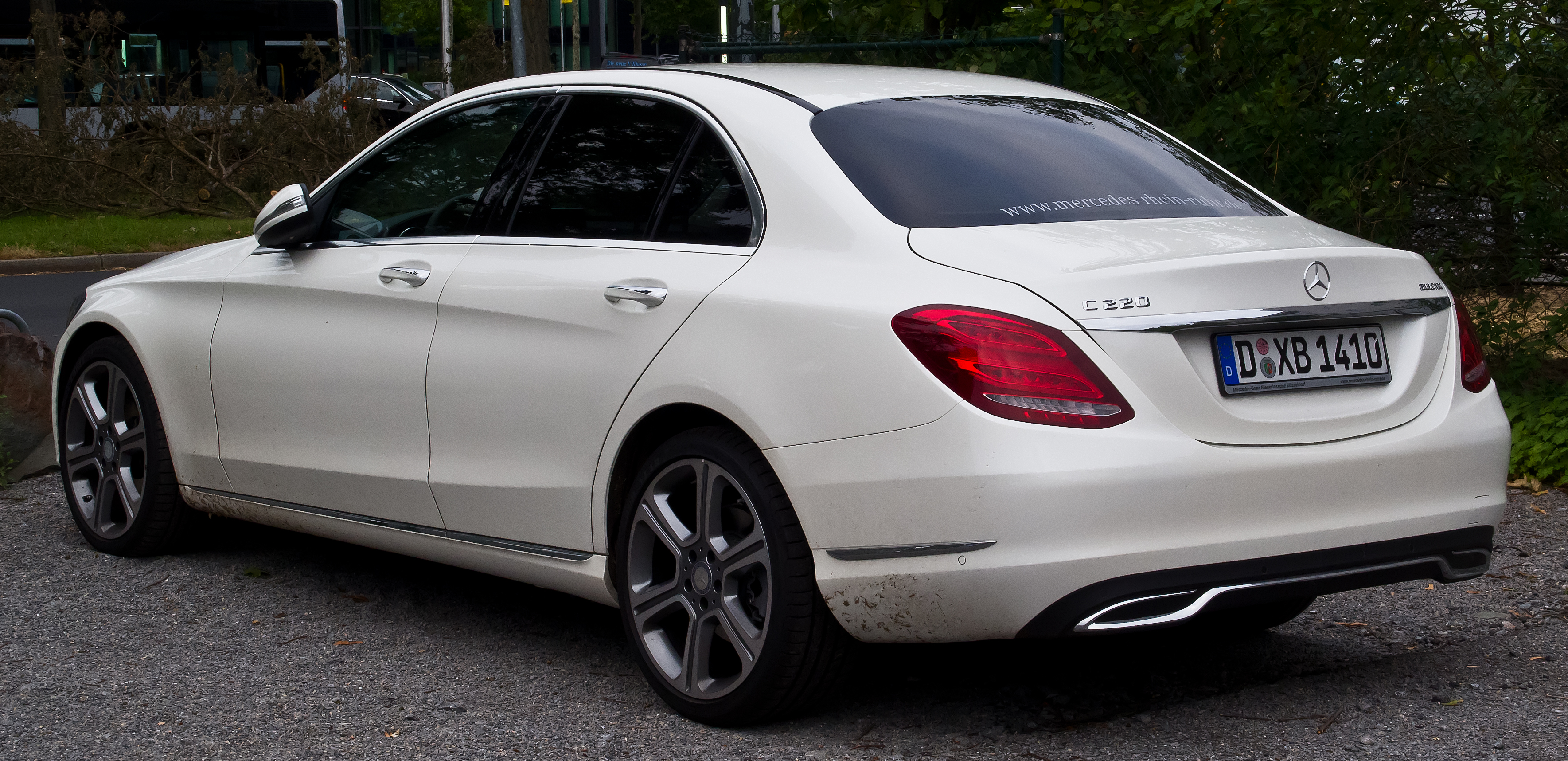
Heckansicht

### Exclusive
Die Ausstattungslinie Exclusive verfügt als einziges Modell der Baureihe 205 über den klassischen Mercedes-Benz-Chrom-Kühlergrill mit einem Mercedes-Benz-Stern auf der Motorhaube. Die serienmäßigen Vielspeichen-Leichtmetallfelgen sind 17 Zoll groß. Sonst entspricht die Ausstattung im Wesentlichen der Linie Avantgarde mit Ausnahme der Tieferlegung, die bei Exclusive nicht enthalten ist.

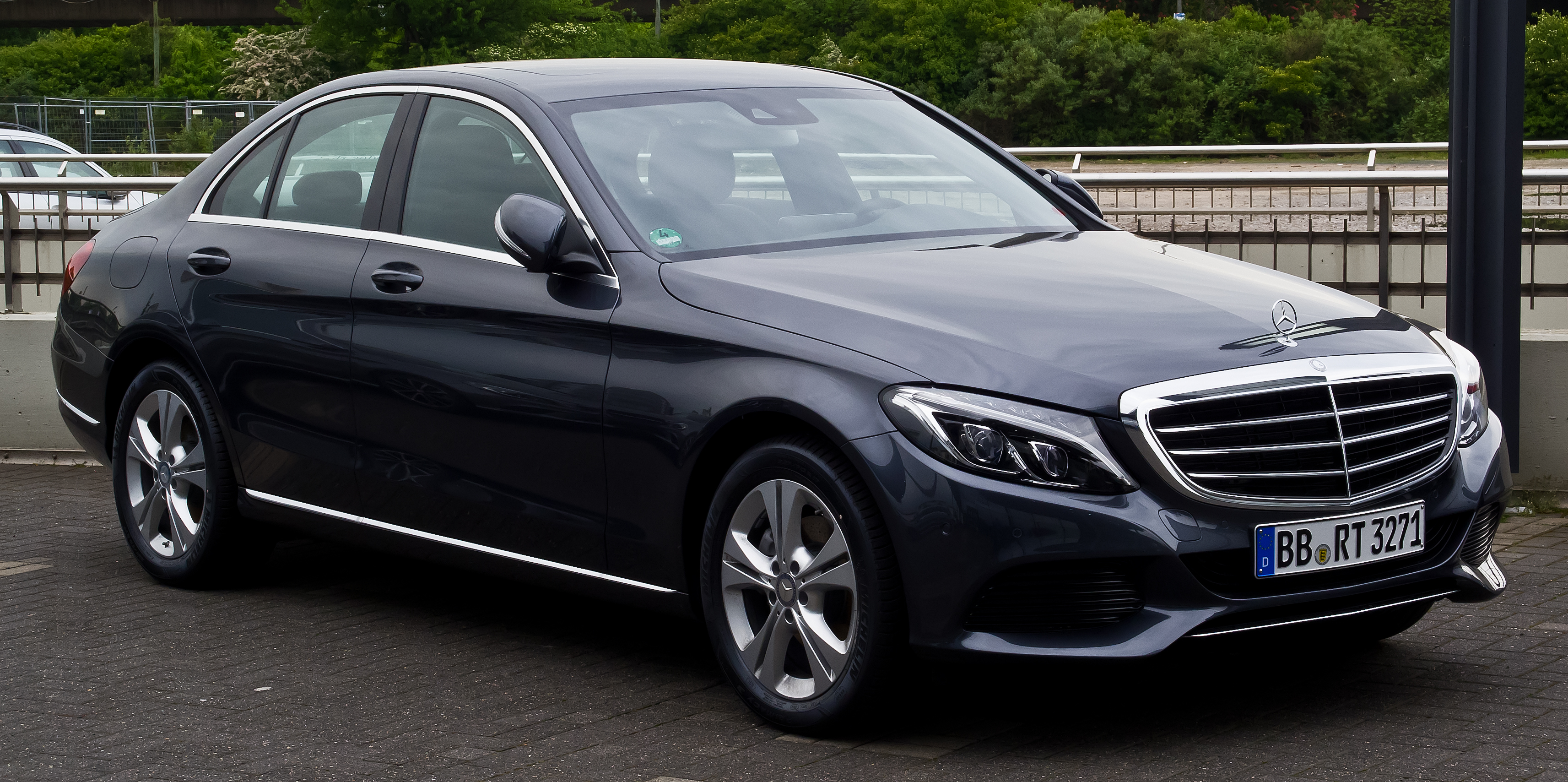
C 220 BlueTEC Exclusive

### AMG Line
Die beim Vorgängermodell noch als Sport-Paket AMG geführte AMG Line zeichnet sich durch AMG-Schürzen und -Schweller sowie durch grau lackierte 18-Zoll-AMG-Leichtmetallräder im Fünfspeichen-Design aus. Im Heckstoßfänger sind zwei Endrohrblenden aus Aluminium angebracht. Ansonsten entspricht die Ausstattung der der Linien Avantgarde und Exclusive. Zusätzlich hinzu kommen jedoch noch ein Sportfahrwerk mit einer Tieferlegung um 15 mm, eine Sport-Direktlenkung und gelochte Bremsscheiben vorne.

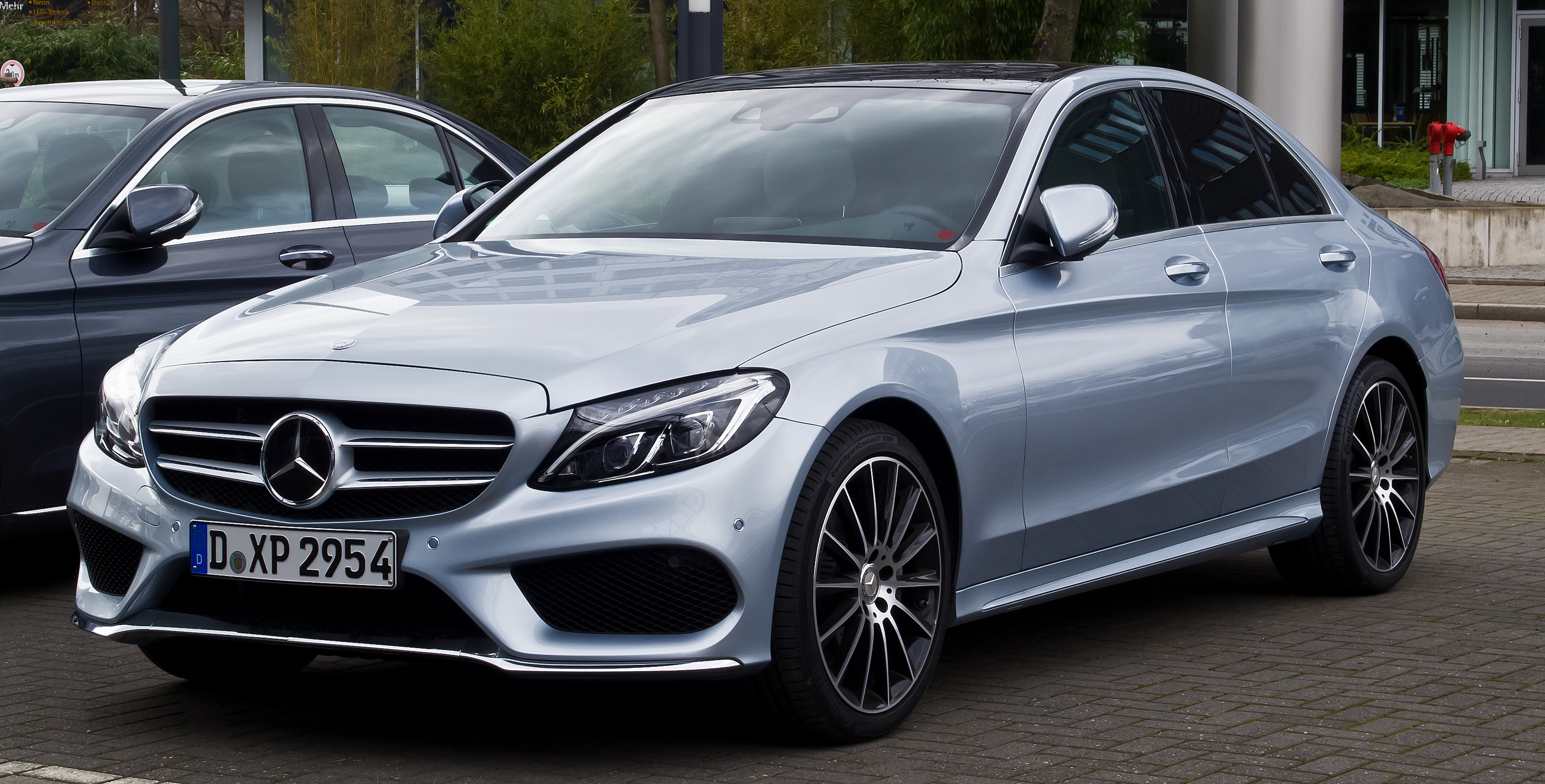
C 220 BlueTEC AMG Line
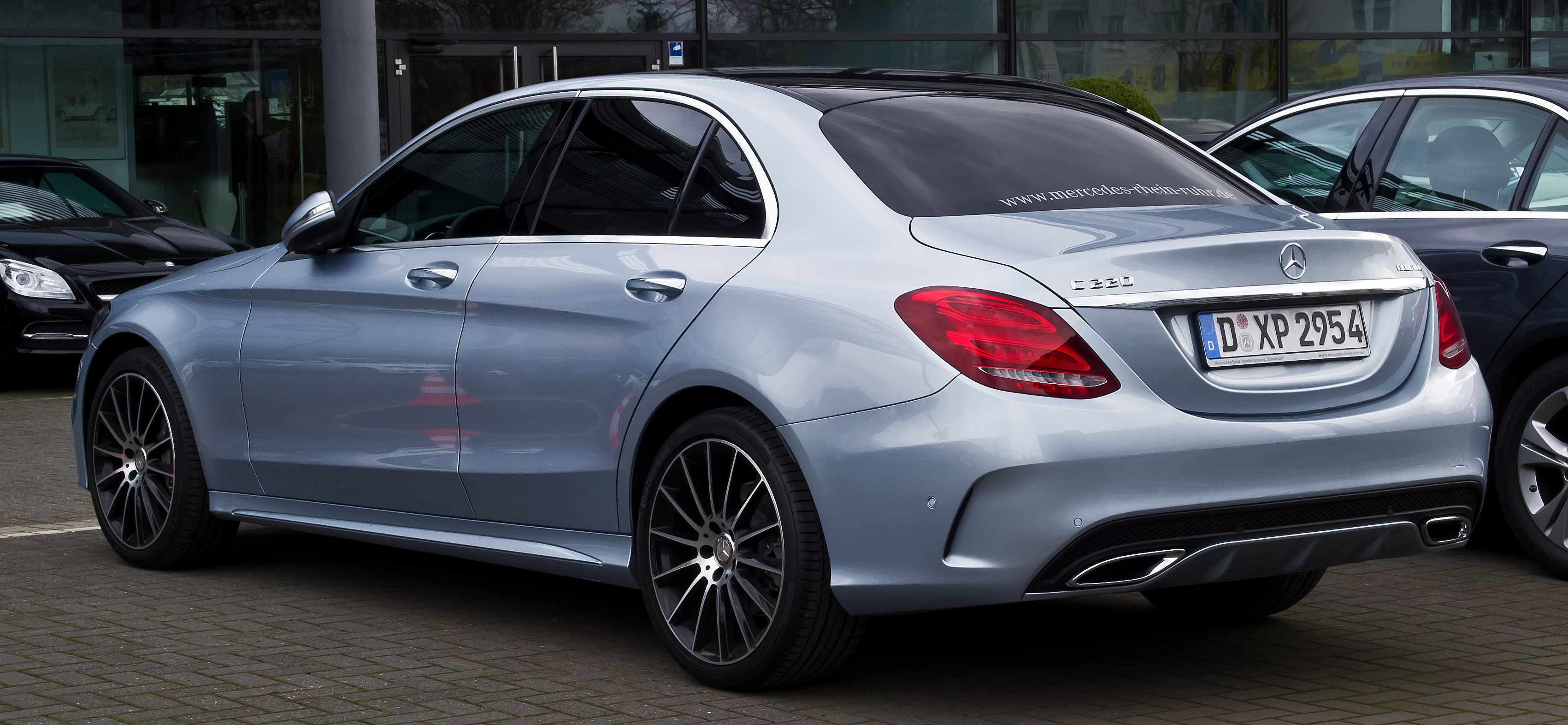
Heckansicht

## Technische Daten
Seit der Modellpflege 2018 wird in den Modellen C 200 (4MATIC) und C 300 (4MATIC) ein 48-Volt-System mit riemengetriebenem Startergenerator verwendet.

### Ottomotoren
| Kenngrößen                                  | C 160                                            | C 180                                                                  | C 180                        | C 200                                                                  | C 200                                       | C 200 4MATIC                                | C 200 4MATIC                                | C 250                                       | C 300                                       | C 300                                        | C 400 4MATIC                                     | C 450 AMG 4MATIC                  | AMG C 43 4MATIC                         | AMG C 43 4MATIC                         | AMG C 63                                                                                     | AMG C 63 S                                                                                   |
| Bauzeitraum                                 | 05/2015–11/2019                                  | 02/2014–07/2020                                                        | 07/2020–03/2023              | 02/2014–04/2018                                                        | 04/2018–03/2023                             | 05/2015–04/2018                             | 04/2018–03/2023                             | 06/2014–04/2018                             | 01/2015–04/2018                             | 07/2018–03/2023                              | 10/2014–03/2023                                  | 04/2015–06/2016                   | 07/2016–04/2018                         | 04/2018–03/2023                         | 02/2015–03/2023                                                                              | 02/2015–03/2023                                                                              |
| Motorkenndaten                              |                                                  |                                                                        |                              |                                                                        |                                             |                                             |                                             |                                             |                                             |                                              |                                                  |                                   |                                         |                                         |                                                                                              |                                                                                              |
| Motorbezeichnung *                          | M 274 DE 16 AL                                   | M 274 DE 16 AL                                                         | M 264 E15 DE AL              | M 274 DE 20 AL                                                         | M 264 E15 DE AL                             | M 274 DE 20 AL                              | M 264 E15 DE AL                             | M 274 DE 20 AL                              | M 274 DE 20 AL                              | M 264 DE 20 AL                               | M 276 DE 30 AL                                   | M 276 DE 30 AL                    | M 276 DE 30 AL                          | M 276 DE 30 AL                          | M 177 DE 40 AL                                                                               | M 177 DE 40 AL                                                                               |
| Motortyp                                    | R4-Ottomotor                                     | R4-Ottomotor                                                           | R4-Ottomotor                 | R4-Ottomotor                                                           | R4-Ottomotor                                | R4-Ottomotor                                | R4-Ottomotor                                | R4-Ottomotor                                | R4-Ottomotor                                | R4-Ottomotor                                 | V6-Ottomotor                                     | V6-Ottomotor                      | V6-Ottomotor                            | V6-Ottomotor                            | V8-Ottomotor                                                                                 | V8-Ottomotor                                                                                 |
| Gemischaufbereitung                         | Direkteinspritzung                               | Direkteinspritzung                                                     | Direkteinspritzung           | Direkteinspritzung                                                     | Direkteinspritzung                          | Direkteinspritzung                          | Direkteinspritzung                          | Direkteinspritzung                          | Direkteinspritzung                          | Direkteinspritzung                           | Direkteinspritzung                               | Direkteinspritzung                | Direkteinspritzung                      | Direkteinspritzung                      | Direkteinspritzung                                                                           | Direkteinspritzung                                                                           |
| Motoraufladung                              | Turbolader                                       | Turbolader                                                             | Turbolader                   | Turbolader                                                             | Turbolader                                  | Turbolader                                  | Turbolader                                  | Turbolader                                  | Turbolader                                  | Turbolader                                   | Biturbo                                          | Biturbo                           | Biturbo                                 | Biturbo                                 | Biturbo                                                                                      | Biturbo                                                                                      |
| Hubraum                                     | 1595 cm³                                         | 1595 cm³                                                               | 1497 cm³                     | 1991 cm³                                                               | 1497 cm³                                    | 1991 cm³                                    | 1497 cm³                                    | 1991 cm³                                    | 1991 cm³                                    | 1991 cm³                                     | 2996 cm³                                         | 2996 cm³                          | 2996 cm³                                | 2996 cm³                                | 3982 cm³                                                                                     | 3982 cm³                                                                                     |
| max. Leistung                               | 95 kW (129 PS) bei 5000/min                      | 115 kW (156 PS) bei 5300/min                                           | 115 kW (156 PS) bei 5300/min | 135 kW (184 PS) bei 5500/min                                           | 135 + 10 kW (184 + 14 PS) bei 5800–6100/min | 135 kW (184 PS) bei 5500/min                | 135 + 10 kW (184 + 14 PS) bei 5800–6100/min | 155 kW (211 PS) bei 5500/min                | 180 kW (245 PS) bei 5550/min                | 190 kW + 10 kW (258 PS + 14 PS) bei 5500/min | 245 kW (333 PS) bei 5250–6000/min                | 270 kW (367 PS) bei 5500–6000/min | 270 kW (367 PS) bei 5500–6000/min       | 287 kW (390 PS) bei 6100/min            | 350 kW (476 PS) bei 5500–6250/min                                                            | 375 kW (510 PS) bei 5500–6250/min                                                            |
| max. Drehmoment                             | 210 Nm bei 1200–4000/min                         | 250 Nm bei 1250–4000/min                                               | 250 Nm bei 1500–4000/min     | 300 Nm bei 1200–4000/min                                               | 280 Nm bei 3000–4000/min                    | 300 Nm bei 1200–4000/min                    | 280 Nm bei 3000–4000/min                    | 350 Nm bei 1200–4000/min                    | 370 Nm bei 1300–4000/min                    | 370 Nm bei 1800–4000/min                     | 480 Nm bei 1400–4000/min                         | 520 Nm bei 2000–4200/min          | 520 Nm bei 2000–4200/min                | 520 Nm bei 2500–5000/min                | 650 Nm bei 1750–4500/min                                                                     | 700 Nm bei 1750–4500/min                                                                     |
| Kraftübertragung                            |                                                  |                                                                        |                              |                                                                        |                                             |                                             |                                             |                                             |                                             |                                              |                                                  |                                   |                                         |                                         |                                                                                              |                                                                                              |
| Antrieb, serienmäßig                        | Hinterradantrieb                                 | Hinterradantrieb                                                       | Hinterradantrieb             | Hinterradantrieb                                                       | Hinterradantrieb                            | Allradantrieb                               | Allradantrieb                               | Hinterradantrieb                            | Hinterradantrieb                            | Hinterradantrieb                             | Allradantrieb                                    | Allradantrieb                     | Allradantrieb                           | Allradantrieb                           | Hinterradantrieb                                                                             | Hinterradantrieb                                                                             |
| Getriebe, serienmäßig [ optional ]          | 6-Gang-Schaltgetriebe [ 9G-Tronic ]              | 6-Gang-Schaltgetriebe [ 7G-Tronic Plus (bis Mitte 2016)] [ 9G-Tronic ] | 9G-Tronic                    | 6-Gang-Schaltgetriebe [ 7G-Tronic Plus (bis Mitte 2016)] [ 9G-Tronic ] | 9G-Tronic                                   | 7G-Tronic Plus (bis Mitte 2016) / 9G-Tronic | 7G-Tronic Plus (bis Mitte 2016) / 9G-Tronic | 7G-Tronic Plus (bis Mitte 2016) / 9G-Tronic | 7G-Tronic Plus (bis Mitte 2016) / 9G-Tronic | 7G-Tronic Plus / seit 04/2016 9G-Tronic      | [ 7G-Tronic Plus (bis Mitte 2016)] [ 9G-Tronic ] | 7G-Tronic Plus                    | AMG SPEEDSHIFT TCT 9-Gang-Sportgetriebe | AMG SPEEDSHIFT TCT 9-Gang-Sportgetriebe | AMG SPEEDSHIFT MCT 7-Gang-Sportgetriebe (bis Juli 2018) / AMG SPEEDSHIFT MCT 9-Gang-Getriebe | AMG SPEEDSHIFT MCT 7-Gang-Sportgetriebe (bis Juli 2018) / AMG SPEEDSHIFT MCT 9-Gang-Getriebe |
| Messwerte                                   |                                                  |                                                                        |                              |                                                                        |                                             |                                             |                                             |                                             |                                             |                                              |                                                  |                                   |                                         |                                         |                                                                                              |                                                                                              |
| Höchstgeschwindigkeit                       |                                                  |                                                                        |                              |                                                                        |                                             |                                             |                                             |                                             |                                             |                                              |                                                  |                                   |                                         |                                         |                                                                                              |                                                                                              |
| Limousine                                   | 216 km/h [ 214 km/h ]                            | 225 km/h [ 223 km/h ]                                                  | 223 km/h                     | 237 km/h [ 235 km/h ]                                                  | 239 km/h                                    | 229 km/h                                    | 234 km/h                                    | 250 km/h (2)                                | 250 km/h (2)                                | 250 km/h (2)                                 | 250 km/h (2)                                     | 250 km/h (2)                      | 250 km/h (2)                            | 250 km/h (2)                            | 250 km/h (2) [ 290 km/h ] (1) (2)                                                            | 250 km/h (2) [ 290 km/h ] (1) (2)                                                            |
| T-Modell                                    | 210 km/h [ 208 km/h ]                            | 223 km/h [ 221 km/h ]                                                  | 220 km/h                     | 235 km/h [ 233 km/h ]                                                  | 235 km/h                                    | 227 km/h                                    | 230 km/h                                    | 244 km/h                                    | 250 km/h (2)                                | 250 km/h (2)                                 | 250 km/h (2)                                     | 250 km/h (2)                      | 250 km/h (2)                            | 250 km/h (2)                            | 250 km/h (2) [ 280 km/h ] (1) (2)                                                            | 250 km/h (2) [ 280 km/h ] (1) (2)                                                            |
| Coupé                                       | —                                                | 225 km/h [ 223 km/h ]                                                  | 223 km/h                     | 237 km/h [ 235 km/h ]                                                  | 239 km/h                                    | 229 km/h                                    | 234 km/h                                    | 250 km/h (2)                                | 250 km/h (2)                                | 250 km/h (2)                                 | 250 km/h (2)                                     | 250 km/h (2)                      | 250 km/h (2)                            | 250 km/h (2)                            | 250 km/h (2) [ 290 km/h ] (1) (2)                                                            | 250 km/h (2) [ 290 km/h ] (1) (2)                                                            |
| Cabriolet                                   | —                                                | 222 km/h                                                               | 220 km/h                     | 235 km/h                                                               | 235 km/h                                    | 227 km/h                                    | 230 km/h                                    | 244 km/h                                    | 250 km/h (2)                                | 250 km/h (2)                                 | 250 km/h (2)                                     | 250 km/h (2)                      | —                                       | 250 km/h (2)                            | 250 km/h (2) [ 280 km/h ] (1) (2)                                                            | 250 km/h (2) [ 280 km/h ] (1) (2)                                                            |
| Beschleunigung, 0–100 km/h                  |                                                  |                                                                        |                              |                                                                        |                                             |                                             |                                             |                                             |                                             |                                              |                                                  |                                   |                                         |                                         |                                                                                              |                                                                                              |
| Limousine                                   | 9,6 s [ 9,8 s ]                                  | 8,2 s [ 8,3 s ]                                                        | 8,6 s                        | 7,5 s [ 7,2 s ]                                                        | 7,7 s                                       | 7,4 s                                       | 8,1 s                                       | 6,5 s                                       | 5,9 s                                       | 5,9 s                                        | 4,9 s                                            | 4,9 s                             | 4,7 s                                   | 4,7 s                                   | 4,1 s                                                                                        | 4,0 s                                                                                        |
| T-Modell                                    | 9,9 s [ 10,2 s ]                                 | 8,4 s [ 8,5 s ]                                                        | 8,8 s                        | 7,7 s [ 7,3 s ]                                                        | 7,9 s                                       | 7,6 s                                       | 8,4 s                                       | 6,6 s                                       | 6,1 s                                       | 6,0 s                                        | 5,0 s                                            | 5,0 s                             | 4,8 s                                   | 4,8 s                                   | 4,2 s                                                                                        | 4,1 s                                                                                        |
| Coupé                                       | —                                                | 8,5 s [ 8,8 s ]                                                        | 8,9 s                        | 7,7 s [ 7,3 s ]                                                        | 7,9 s                                       | 7,5 s                                       | 8,4 s                                       | 6,8 s                                       | 6,0 s                                       | 6,0 s                                        | 4,9 s                                            |                                   | 4,7 s                                   | 4,7 s                                   | 4,0 s                                                                                        | 3,9 s                                                                                        |
| Cabriolet                                   | —                                                | 8,9 s [ 8,9 s ]                                                        | 9,5 s                        | 8,2 s [ 7,8 s ]                                                        | 8,5 s                                       | 8,0 s                                       | 8,8 s                                       | 6,9 s                                       | 6,4 s                                       | 6,2 s                                        | 5,2 s                                            | —                                 | 4,8 s                                   | 4,8 s                                   | 4,2 s                                                                                        | 4,1 s                                                                                        |
| Kraftstoffverbrauch auf 100 km (kombiniert) |                                                  |                                                                        |                              |                                                                        |                                             |                                             |                                             |                                             |                                             |                                              |                                                  |                                   |                                         |                                         |                                                                                              |                                                                                              |
| Limousine                                   | 5,2–5,7 l Super                                  | 5,0–5,5 l Super [ 5,4–5,8 l Super ]                                    |                              | 5,3–5,7 l Super [ 5,3–5,6 l Super ]                                    | 6,0–6,3 l Super                             | 6,1–6,5 l Super                             | 6,5–6,9 l Super                             | 5,3–5,6 l Super                             | 6,3 l Super                                 | 6,5–6,9 l Super                              | 7,3 l Super                                      | 7,6 l Super Plus                  | 7,8-8,0 l Super Plus                    | 9,1-9,3 l Super Plus                    | 8,2 l Super Plus                                                                             | 8,2–8,4 l Super Plus                                                                         |
| T-Modell                                    | 5,4–5,7 l Super                                  | 5,4–5,6 l Super [ 5,6–5,8 l Super ]                                    |                              | 5,5–5,8 l Super [ 5,6–6,0 l Super ]                                    | 6,2–6,6 l Super                             | 6,2–6,5 l Super                             | 6,7–7,1 l Super                             | 5,6–6,0 l Super                             | 6,4 l Super                                 | 6,6–7,0 l Super                              | 7,4 l Super                                      | 7,7 l Super Plus                  | 8,1-7,9 l Super Plus                    | 9,3-9,6 l Super Plus                    | 8,4 l Super Plus                                                                             | 8,4–8,6 l Super Plus                                                                         |
| Coupé                                       | —                                                | 5,3–5,8 l Super [ 5,9–5,4 l Super ]                                    |                              | 5,3–5,9 l Super [ 5,9–5,4 l Super ]                                    | 6,1–6,5 l Super                             | 6,7-7,1 l Super                             | 6,6–7,0 l Super                             | 5,4–5,9 l Super                             | 6,3–6,8 l Super                             | 6,4–6,9 l Super                              | 8,0-7,6 l Super                                  |                                   | 8,0-7,8 l Super Plus                    | 9,2-9,5 l Super Plus                    | 8,6–8,9 l Super Plus                                                                         | 8,6–8,9 l Super Plus                                                                         |
| Cabriolet                                   | —                                                | 6,0 l Super                                                            | 6,0 l Super                  | 6,0 l Super                                                            | 6,4–6,8 l Super                             | 7,1 l Super                                 | 6,8–7,0 l Super                             | 6,2 l Super                                 | 6,7 l Super                                 | 6,7–7,1 l Super                              | 8,0 l Super                                      | —                                 | 8,3 l Super Plus                        | 9,5-9,8 l Super Plus                    | 8,9–9,3 l Super Plus                                                                         | 8,9–9,3 l Super Plus                                                                         |
| CO2-Emission (kombiniert)                   |                                                  |                                                                        |                              |                                                                        |                                             |                                             |                                             |                                             |                                             |                                              |                                                  |                                   |                                         |                                         |                                                                                              |                                                                                              |
| Limousine                                   | 120–130 g/km                                     | 116–127 g/km [ 126–135 g/km ]                                          |                              | 123–132 g/km [ 123–131 g/km ]                                          | 136–144 g/km                                | 141–151 g/km                                | 148–156 g/km                                | 123–131 g/km                                | 143 g/km                                    | 148–158 g/km                                 | 170 g/km                                         | 178 g/km                          | 183-178 g/km                            | 208–213 g/km                            | 192 g/km                                                                                     | 192–195 g/km                                                                                 |
| T-Modell                                    | 120–132 g/km                                     | 125–130 g/km [ 129–135 g/km ]                                          |                              | 128–135 g/km [ 130–140 g/km ]                                          | 142–151 g/km                                | 143–152 g/km                                | 153–162 g/km                                | 130–140 g/km                                | 149 g/km                                    | 150–160 g/km                                 | 173 g/km                                         | 180 g/km                          | 181-185 g/km                            | 204–219 g/km                            | 196 g/km                                                                                     | 196–200 g/km                                                                                 |
| Coupé                                       | —                                                | 122–135 g/km [ 135–126 g/km ]                                          |                              | 123–136 g/km [ 137–125 g/km ]                                          | 140–148 g/km                                | 162-153 g/km                                | 150–159 g/km                                | 125–137 g/km                                | 146–157 g/km                                | 147–157 g/km                                 | 181-172 g/km                                     |                                   | 183-178 g/km                            | 212–217 g/km                            | 200–209 g/km                                                                                 | 200–209 g/km                                                                                 |
| Cabriolet                                   | —                                                | 135 g/km                                                               |                              | 136 g/km                                                               | 145–154 g/km                                | 163 g/km                                    | 156–160 g/km                                | 140 g/km                                    | 151 g/km                                    | 153–163 g/km                                 | 181 g/km                                         | —                                 | 190 g/km                                | 218–223 g/km                            | 208–218 g/km                                                                                 | 208–218 g/km                                                                                 |
| Abgasnorm nach EU-Klassifikation            | Euro 6 (bis 04/2018) Euro 6d-TEMP (seit 04/2018) | Euro 6 (bis 04/2018) Euro 6d-TEMP (seit 04/2018)                       |                              | Euro 6                                                                 | Euro 6d-TEMP                                | Euro 6                                      | Euro 6d-TEMP                                | Euro 6                                      | Euro 6                                      | Euro 6d-TEMP                                 | Euro 6 (bis 04/2018) Euro 6d-TEMP (seit 07/2018) |                                   | Euro 6                                  | Euro 6d-TEMP                            | Euro 6 (bis 07/2018) Euro 6d-TEMP (seit 09/2018)                                             | Euro 6 (bis 07/2018) Euro 6d-TEMP (seit 09/2018)                                             |

Werte in eckigen Klammern [ ] gelten für Automatik

### Plug-in-Hybrid
Der Plug-in-Hybrid C 300 e verfügt über eine in das Getriebegehäuse integrierte E-Maschine mit einer Maximalleistung von 90 kW und einem Drehmoment von 440 Nm. Im Zusammenspiel mit dem Vierzylinder-Benzinmotor ergibt sich eine Systemleistung von 235 kW (320 PS) und ein Systemdrehmoment von 700 Nm.
Beim C 300 BlueTEC HYBRID bzw. C 300 h handelt es sich um Voll-Hybrid. Der 2,1-Liter-Diesel mit vier Zylindern und 150 kW (204 PS) erhält Unterstützung von einem 20 kW (27 PS) starken Elektromotor. Die C-Klasse mit Diesel-Hybridantrieb war als Limousine oder T-Modell mit Diesel-Hybridantrieb erhältlich. Später folgte der C 300 de mit einem auf 90 kW (122 PS) Leistung und 13,5 kWh Kapazität erstarkten Elektroantrieb.
| Kenngrößen                                  | C 300 e                           | C 350 e                                     | C 300 BlueTec Hybrid / C 300 h (1)  | C 300 de                            |
| Bauzeitraum                                 | 07/2019–03/2023                   | 03/2015–04/2018                             | 09/2014–07/2018                     | 07/2019–03/2023                     |
| Motorbezeichnung *                          | M 274 DE 20 AL                    | M 274 DE 20 AL                              | OM 651 DE 22 LA                     | OM 654 DE 20 SCR                    |
| Motortyp                                    | R4-Ottomotor + Elektromotor       | R4-Ottomotor + Elektromotor                 | R4-Dieselmotor + Elektromotor       | R4-Dieselmotor + Elektromotor       |
| Gemischaufbereitung                         | Direkteinspritzung                | Direkteinspritzung                          | Common-Rail-Direkteinspritzung      | Common-Rail-Direkteinspritzung      |
| Motoraufladung                              | Turbolader                        | Turbolader                                  | Biturbo                             | Turbolader                          |
| Hubraum                                     | 1991 cm³                          | 1991 cm³                                    | 2143 cm³                            | 1950 cm³                            |
| max. Leistung Verbrennungsmotor             | 155 kW (211 PS) bei 5500/min      | 155 kW (211 PS) bei 5500/min                | 150 kW (204 PS) bei 3800/min        | 143 kW (194 PS) bei 3800/min        |
| max. Drehmoment Verbrennungsmotor           | 350 Nm bei 1200–4000/min          | 350 Nm bei 1200–4000/min                    | 500 Nm bei 1600–1800/min            | 400 Nm bei 1400/min                 |
| max. Leistung Elektromotor                  | 90 kW (122 PS)                    | 60 kW (82 PS)                               | 20 kW (27 PS)                       | 90 kW (122 PS)                      |
| max. Drehmoment Elektromotor                | 440 Nm                            | 340 Nm                                      | 250 Nm                              | 440 Nm                              |
| Systemleistung                              | 235 kW (320 PS)                   | 205 kW (279 PS)                             | 170 kW (231 PS)                     | 225 kW (306 PS)                     |
| Systemdrehmoment                            | 700 Nm                            | 600 Nm                                      | 750 Nm                              | 700 Nm                              |
| Kraftübertragung                            |                                   |                                             |                                     |                                     |
| Antrieb, serienmäßig                        | Hinterradantrieb                  | Hinterradantrieb                            | Hinterradantrieb                    | Hinterradantrieb                    |
| Getriebe, serienmäßig                       | 9-Gang-Automatik (9G-Tronic)      | 7G-Tronic Plus (bis Mitte 2016) / 9G-Tronic | 7G-Tronic Plus                      | 9G-Tronic                           |
| Messwerte                                   |                                   |                                             |                                     |                                     |
| Höchstgeschwindigkeit                       | 250 km/h (2)                      | 250 km/h (2) (246 km/h)                     | 244 km/h (238 km/h)                 | 250 km/h (2)                        |
| Beschleunigung, 0–100 km/h                  | 5,4 s                             | 5,9 s (6,2 s)                               | 6,4 s (6,7 s)                       | 5,6 s (5,7 s)                       |
| Kraftstoffverbrauch auf 100 km (kombiniert) | 1,9–1,6 l Super (2,2-1,9 l Super) | 2,1 l Super                                 | 3,6–4,0 l Diesel (3,8–4,2 l Diesel) | 1,4-1,6 l Diesel (1,5-1,6 l Diesel) |
| CO2-Emission (kombiniert)                   | 46–42 g/km (50-44 g/km)           | 48 g/km (48 g/km)                           | 94–104 g/km (99–108 g/km)           | 38-42 g/km (39-42 g/km)             |
| Batteriekapazität (Brutto)                  | 13,5 kWh                          | 6,4 kWh                                     |                                     | 13,5 kWh                            |
| Abgasnorm nach EU-Klassifikation            | Euro 6d-TEMP                      | Euro 6                                      | Euro 6                              | Euro 6d-TEMP                        |

Messwerte in runden Klammern ( ) stehen für das T-Modell

### Dieselmotoren
| Kenngrößen                                  | C 180 d (1)                           | C 180 d                               | C 200 d (1)                                                        | C 200 d                           | C 200 d                           | C 220 d BlueEFFICIENCY Edition (1) | C 220 d (1)                                 | C 220 d 4MATIC                              | C 220 d                           | C 220 d 4MATIC                    | C 250 d (1)                                 | C 250 d 4MATIC (1)                          | C 300 d                        | C 300 d 4MATIC                 |                                |                                |
| Bauzeitraum                                 | 09/2014–07/2018                       | 07/2018–03/2023                       | 09/2014–07/2018                                                    | 07/2018–03/2023                   | 07/2018–10/2018                   | 06/2014–01/2016                    | 02/2014–07/2018                             | 05/2015–07/2018                             | 07/2018–03/2023                   | 07/2018–03/2023                   | 06/2014–07/2018                             | 06/2014–07/2018                             | 07/2018–03/2023                | 07/2018–03/2023                |                                |                                |
| Motorkenndaten                              |                                       |                                       |                                                                    |                                   |                                   |                                    |                                             |                                             |                                   |                                   |                                             |                                             |                                |                                |                                |                                |
| Motorbezeichnung*                           | OM 626 DE 16 LA red.                  | OM 654 DE 16 G SCR red.               | OM 626 DE 16 LA [ OM 651 DE 22 LA red. ]                           | OM 654 DE 16 G SCR                | OM 654 D 20 SCR                   | OM 651 DE 22 LA                    | OM 651 DE 22 LA                             | OM 651 DE 22 LA                             | OM 654 D 20 SCR                   | OM 654 D 20 SCR                   | OM 651 DE 22 LA                             | OM 651 DE 22 LA                             | OM 654 D 20 SCR                | OM 654 D 20 SCR                |                                |                                |
| Motortyp                                    | R4-Dieselmotor                        | R4-Dieselmotor                        | R4-Dieselmotor                                                     | R4-Dieselmotor                    | R4-Dieselmotor                    | R4-Dieselmotor                     | R4-Dieselmotor                              | R4-Dieselmotor                              | R4-Dieselmotor                    | R4-Dieselmotor                    | R4-Dieselmotor                              | R4-Dieselmotor                              | R4-Dieselmotor                 | R4-Dieselmotor                 |                                |                                |
| Gemischaufbereitung                         | Common-Rail-Direkteinspritzung        | Common-Rail-Direkteinspritzung        | Common-Rail-Direkteinspritzung                                     | Common-Rail-Direkteinspritzung    | Common-Rail-Direkteinspritzung    | Common-Rail-Direkteinspritzung     | Common-Rail-Direkteinspritzung              | Common-Rail-Direkteinspritzung              | Common-Rail-Direkteinspritzung    | Common-Rail-Direkteinspritzung    | Common-Rail-Direkteinspritzung              | Common-Rail-Direkteinspritzung              | Common-Rail-Direkteinspritzung | Common-Rail-Direkteinspritzung | Common-Rail-Direkteinspritzung | Common-Rail-Direkteinspritzung |
| Motoraufladung                              | Turbolader                            | Turbolader                            | Turbolader                                                         | Turbolader                        | Turbolader                        | Biturbo                            | Biturbo                                     | Biturbo                                     | Turbolader                        | Turbolader                        | Biturbo                                     | Biturbo                                     | Biturbo                        | Biturbo                        |                                |                                |
| Hubraum                                     | 1598 cm³                              | 1597 cm³                              | 1598 cm³ [ 2143 cm³ ]                                              | 1597 cm³                          | 1950 cm³                          | 2143 cm³                           | 2143 cm³                                    | 2143 cm³                                    | 1950 cm³                          | 1950 cm³                          | 2143 cm³                                    | 2143 cm³                                    | 1950 cm³                       | 1950 cm³                       |                                |                                |
| max. Leistung                               | 85 kW (116 PS) bei 3000–4600/min      | 90 kW (122 PS) bei 3200–4600/min      | 100 kW (136 PS) bei 3800/min [ 100 kW (136 PS) bei 2800–4600/min ] | 118 kW (160 PS) bei 3200–4800/min | 110 kW (150 PS) bei 3200–4800/min | 120 kW (163 PS) bei 3000–4200/min  | 125 kW (170 PS) bei 3000–4200/min           | 125 kW (170 PS) bei 3000–4200/min           | 143 kW (194 PS) bei 3000–4200/min | 143 kW (194 PS) bei 3000–4200/min | 150 kW (204 PS) bei 3800/min                | 150 kW (204 PS) bei 3800/min                | 180 kW (245 PS) bei 4200/min   | 180 kW (245 PS) bei 4200/min   |                                |                                |
| max. Drehmoment                             | 280 Nm bei 1500–2800/min              | 300 Nm bei 1400–2800/min              | 300 Nm bei 1500–3000/min [ 350 Nm bei 1200–2700/min ]              | 360 Nm bei 1600–2600/min          | 360 Nm bei 1400–2800/min          | 400 Nm bei 1400–2800/min           | 400 Nm bei 1400–2800/min                    | 400 Nm bei 1400–2800/min                    | 400 Nm bei 1600–2800/min          | 400 Nm bei 1600–2800/min          | 500 Nm bei 1600–1800/min                    | 500 Nm bei 1600–1800/min                    | 500 Nm bei 1600–2400/min       | 500 Nm bei 1600–2400/min       |                                |                                |
| Kraftübertragung                            |                                       |                                       |                                                                    |                                   |                                   |                                    |                                             |                                             |                                   |                                   |                                             |                                             |                                |                                |                                |                                |
| Antrieb, serienmäßig                        | Hinterradantrieb                      | Hinterradantrieb                      | Hinterradantrieb                                                   | Hinterradantrieb                  | Hinterradantrieb                  | Hinterradantrieb                   | Hinterradantrieb                            | Allradantrieb                               | Hinterradantrieb                  | Allradantrieb                     | Hinterradantrieb                            | Allradantrieb                               | Hinterradantrieb               | Allradantrieb                  |                                |                                |
| Getriebe, serienmäßig                       | 6-Gang-Schaltgetriebe                 | 6-Gang-Schaltgetriebe                 | 6-Gang-Schaltgetriebe                                              | 6-Gang-Schaltgetriebe             | 9G-Tronic                         | 7G-Tronic Plus                     | 6-Gang-Schaltgetriebe                       | 7G-Tronic Plus (bis Mitte 2016) / 9G-Tronic | 9G-Tronic                         | 9G-Tronic                         | 7G-Tronic Plus (bis Mitte 2016) / 9G-Tronic | 7G-Tronic Plus (bis Mitte 2016) / 9G-Tronic | 9G-Tronic                      | 9G-Tronic                      |                                |                                |
| Getriebe, optional                          | 7G-Tronic Plus                        | 9G-Tronic                             | 7G-Tronic Plus (bis Anfang 2017) / 9G-Tronic                       | 9G-Tronic                         | —                                 | —                                  | 7G-Tronic Plus (bis Mitte 2016) / 9G-Tronic | —                                           | —                                 | —                                 | —                                           | —                                           | —                              | —                              |                                |                                |
| Messwerte                                   |                                       |                                       |                                                                    |                                   |                                   |                                    |                                             |                                             |                                   |                                   |                                             |                                             |                                |                                |                                |                                |
| Höchstgeschwindigkeit                       |                                       |                                       |                                                                    |                                   |                                   |                                    |                                             |                                             |                                   |                                   |                                             |                                             |                                |                                |                                |                                |
| Limousine                                   | 205 km/h [ 204 km/h ]                 | 207 km/h [ 207 km/h ]                 | 218 km/h [ 210 km/h ]                                              | 226 km/h [ 222 km/h ]             | 222 km/h                          | 233 km/h                           | 234 km/h [ 233 km/h ]                       | 228 km/h                                    | 240 km/h                          | 233 km/h                          | 247 km/h                                    | 240 km/h                                    | 250 km/h (2)                   | 250 km/h (2)                   |                                |                                |
| T-Modell                                    | 201 km/h [ 200 km/h ]                 | 201 km/h [ 201 km/h ]                 | 214 km/h [ 210 km/h ]                                              | 220 km/h [ 216 km/h ]             | 216 km/h                          | —                                  | 230 km/h [ 229 km/h ]                       | 223 km/h                                    | 233 km/h                          | 228 km/h                          | 241 km/h                                    | 235 km/h                                    | 250 km/h (2)                   | 250 km/h (2)                   |                                |                                |
| Coupé                                       | —                                     | —                                     | —                                                                  | —                                 | —                                 | —                                  | 234 km/h                                    | 230 km/h                                    | 240 km/h                          | —                                 | 247 km/h                                    | 240 km/h                                    | 250 km/h (2)                   | 250 km/h (2)                   |                                |                                |
| Cabriolet                                   | —                                     | —                                     | —                                                                  | —                                 | —                                 | —                                  | 231 km/h                                    | 225 km/h                                    | 233 km/h                          | —                                 | —                                           | 250 km/h (2)                                | 243 km/h                       | —                              |                                |                                |
| Beschleunigung, 0–100 km/h                  |                                       |                                       |                                                                    |                                   |                                   |                                    |                                             |                                             |                                   |                                   |                                             |                                             |                                |                                |                                |                                |
| Limousine                                   | 11,1 s [ 11,6 s ]                     | 10,0 s [ 9,4 s ]                      | 9,7 s [ 10,2 s ]                                                   | 8,5 s [ 7,9 s ]                   | 8,1 s                             | 7,4 s                              | 7,7 s [ 7,4 s ]                             | 7,7 s                                       | 6,9 s                             | 6,9 s                             | 6,6 s                                       | 6,9 s                                       | 5,9 s                          | 5,7 s                          |                                |                                |
| T-Modell                                    | 11,5 s [ 12,0 s ]                     | 10,2 s [ 9,6 s ]                      | 10,1 s [ 10,6 s ]                                                  | 8,7 s [ 8,2 s ]                   | 8,4 s                             | —                                  | 7,9 s [ 7,6 s ]                             | 7,9 s                                       | 7,0 s                             | 7,4 s                             | 6,9 s                                       | 6,9 s                                       | 6,7 s                          | 5,7 s                          |                                |                                |
| Coupé                                       | —                                     | —                                     | —                                                                  | —                                 | —                                 | —                                  | 7,8 s [ 7,5 s ]                             | 7,6 s                                       | 7,0 s                             | —                                 | 6,9 s                                       | 6,9 s                                       | 6,7 s                          | 6,9 s                          |                                |                                |
| Cabriolet                                   | —                                     | —                                     | —                                                                  | —                                 | —                                 | —                                  | 8,3 s                                       | 8,1 s                                       | 7,5 s                             | —                                 | —                                           | 7,2 s                                       | 6,3 s                          | —                              |                                |                                |
| Kraftstoffverbrauch auf 100 km (kombiniert) |                                       |                                       |                                                                    |                                   |                                   |                                    |                                             |                                             |                                   |                                   |                                             |                                             |                                |                                |                                |                                |
| Limousine                                   | 3,8–4,2 l Diesel [ 4,2–4,5 l Diesel ] | 4,2–4,5 l Diesel [ 4,2–4,6 l Diesel ] | 3,9–4,2 l Diesel [ 4,3–4,6 l Diesel ]                              | 4,1–4,5 l Diesel                  | 4,4–4,8 l Diesel                  | 4,0–4,4 l Diesel                   | 4,0–4,2 l Diesel [ 4,3–4,5 l Diesel ]       | 4,8–5,0 l Diesel                            | 4,4–4,8 l Diesel                  | 4,9–5,5 l Diesel                  | 4,3–4,5 l Diesel                            | 4,8–5,0 l Diesel                            | 4,9–5,4 l Diesel               | 5,3–5,7 l Diesel               |                                |                                |
| T-Modell                                    | 4,3–4,6 l Diesel [ 4,3–4,6 l Diesel ] | 4,2–4,6 l Diesel [ 4,3–4,7 l Diesel ] | 4,3–4,6 l Diesel [ 4,4–4,8 l Diesel ]                              | 4,2–4,6 l Diesel                  | 4,7–5,0 l Diesel                  | —                                  | 4,3–4,5 l Diesel [ 4,4–4,7 l Diesel ]       | 5,0–5,2 l Diesel                            | 4,7–5,0 l Diesel                  | 5,0–5,3 l Diesel                  | 4,5–4,8 l Diesel                            | 5,0–5,2 l Diesel                            | 5,0–5,6 l Diesel               | 5,3–5,8 l Diesel               |                                |                                |
| Coupé                                       | —                                     | —                                     | —                                                                  | —                                 | —                                 | —                                  | 4,1–4,4 l Diesel [ 4,1–4,3 l Diesel ]       | 4,6–5,0 l Diesel                            | 4,6–4,9 l Diesel                  | —                                 | 4,2–4,4 l Diesel                            | 4,6–5,0 l Diesel                            | 4,9–5,4 l Diesel               | 5,2–5,7 l Diesel               |                                |                                |
| Cabriolet                                   | —                                     | —                                     | —                                                                  | —                                 | —                                 | —                                  | 4,5 l Diesel                                | 5,0 l Diesel                                | 4,8–5,1 l Diesel                  | —                                 | —                                           | 4,6 l Diesel                                | 5,2–5,7 l Diesel               | —                              |                                |                                |
| CO2-Emission (kombiniert)                   |                                       |                                       |                                                                    |                                   |                                   |                                    |                                             |                                             |                                   |                                   |                                             |                                             |                                |                                |                                |                                |
| Limousine                                   | 99–109 g/km [ 109–117 g/km ]          | 110–119 g/km [ 112–122 g/km ]         | 99–110 g/km [ 109–121 g/km ]                                       | 108–118 g/km                      | 117–126 g/km                      | 106–115 g/km                       | 103–109 g/km [ 109–117 g/km ]               | 127–134 g/km                                | 117–126 g/km                      | 131–144 g/km                      | 109–117 g/km                                | 129–134 g/km                                | 130–142 g/km                   | 139–151 g/km                   |                                |                                |
| T-Modell                                    | 109–118 g/km [ 114–121 g/km ]         | 112–122 g/km [ 114–124 g/km ]         | 109–120 g/km [ 114–122 g/km ]                                      | 111–121 g/km                      | 123–132 g/km                      | —                                  | 108–115 g/km [ 114–121 g/km ]               | 129–137 g/km                                | 123–133 g/km                      | 132–139 g/km                      | 117–124 g/km                                | 131–137 g/km                                | 133–147 g/km                   | 141–153 g/km                   |                                |                                |
| Coupé                                       | —                                     | —                                     | —                                                                  | —                                 | —                                 | —                                  | 106–116 g/km [ 106–113 g/km ]               | 122–132 g/km                                | 121–130 g/km                      | —                                 | 109–116 g/km                                | 122–132 g/km                                | 129–143 g/km                   | 137–150 g/km                   |                                |                                |
| Cabriolet                                   | —                                     | —                                     | —                                                                  | —                                 | —                                 | —                                  | 116 g/km                                    | 130 g/km                                    | 126–136 g/km                      | —                                 | —                                           | 121 g/km                                    | 138–151 g/km                   | —                              |                                |                                |
| Abgasnorm nach EU-Klassifikation            | Euro 6                                | Euro 6d-TEMP                          | Euro 6                                                             | Euro 6d-TEMP                      | Euro 6d-TEMP                      | Euro 6                             | Euro 6                                      | Euro 6                                      | Euro 6d-TEMP                      | Euro 6d-TEMP                      | Euro 6                                      | Euro 6                                      | Euro 6d-TEMP                   | Euro 6d-TEMP                   |                                |                                |

Werte in eckigen Klammern [ ] gelten für Automatik
* Die Motorbezeichnung ist wie folgt verschlüsselt:
M = Motor (Otto), OM = Ölmotor (Diesel), Baureihe = 3-stellig, D und DE = Direkteinspritzung, Hubraum = Deziliter (gerundet), A = Abgasturbolader, L = Ladeluftkühlung, G = , LA = wie AL, red. = reduzierte(r) Leistung/Hubraum, SCR = Art der Abgasnachbehandlung

## Umwelt
Auch in der Baureihe 205 hat die Daimler AG das bisherige Kältemittel R134a eingesetzt. Dieses Kältemittel darf genau genommen seit Anfang 2011 in neuen PKWs nicht mehr eingesetzt werden. Mercedes umging das Verbot jedoch durch eine Typgenehmigung auf Basis der alten Baureihe 204. Auf den Einsatz des weniger klimaschädlichen, aber hochentzündlichen R1234yf will der Konzern weiterhin verzichten.